# Musée archéologique national de Tarente
Pour les articles homonymes, voir Musée archéologique national.
Le musée archéologique national de Tarente  (en italien : Museo archeologico nazionale di Taranto) dit aussi MArTA est un musée consacré à l'histoire de Tarente et du monde apulien de la période préhistorique au Haut Moyen Âge.

## Bâtiment
Fondé en 1887, il est abrité dans le couvent des Alcantarini (Frères Mineurs s'inspirant de Pierre d'Alcántara) ou de San Pasquale. La façade néoclassique, réalisée à partir de 1903, est l'œuvre de Guglielmo Calderini (1837 - 1916). Agrandi d'une nouvelle aile entre 1935 et 1941, le bâtiment fut endommagé par la guerre, et restauré de 1949 à 1952. À partir de 1998, le musée a subi plusieurs campagnes de restructuration, puis il a été progressivement rouvert au public entre 2007 et 2013. En 2016, il a accueilli 85 000 visiteurs.
Le rez-de-chaussée surélevé du musée est utilisé pour des expositions temporaires et des conférences. Le premier étage abrite la section gréco-romaine relative à la société tarentine. Le deuxième étage, inauguré à l'été 2016, abrite la section préhistorique du Paléolithique et de l'âge du bronze dans la région des Pouilles.

## Collections

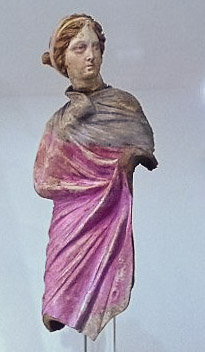
Figurine polychrome en terre cuite.

### Rez-de-chaussée
Le rez-de-chaussée du musée accueille notamment un espace destiné aux expositions temporaires. Réaménagée à l'occasion des travaux du musée, la salle a accueilli pour sa réouverture l'exposition MitoMania. Storie ritrovate di uomini ed eroi.

### Premier étage
Le premier étage se développe autour d'un parcours muséal illustrant la période de la Grande-Grèce jusqu'à la romanisation : il expose  principalement du matériel provenant de tombes monumentales des IVe et IIIe siècles av. J.-C., comme un riche ensemble de figurines de terre cuite et des objets en métal précieux, notamment des bijoux hellénistiques en or dits Ori di Taranto  qui ont rendu le musée célèbre dans le monde.

#### Les « Ors de Tarente »
Parmi les pièces d’exception se trouvent :
- un diadème à décor végétal avec des grenats, des cornalines et de l’émail de différentes couleurs ;
- un curieux nucifrangibulum (casse-noix) formé de deux avant-bras articulés en bronze lamé d'or ;
- des attaches de collier en or souvent formées de deux gueules de lion, motif que l'on retrouve aussi sur des bracelets et des bagues ;
- des boucles d'oreilles en or de forme conique, à tête de femme et à nacelle, ornées de pendeloques.

Les « Ors de Tarente ».
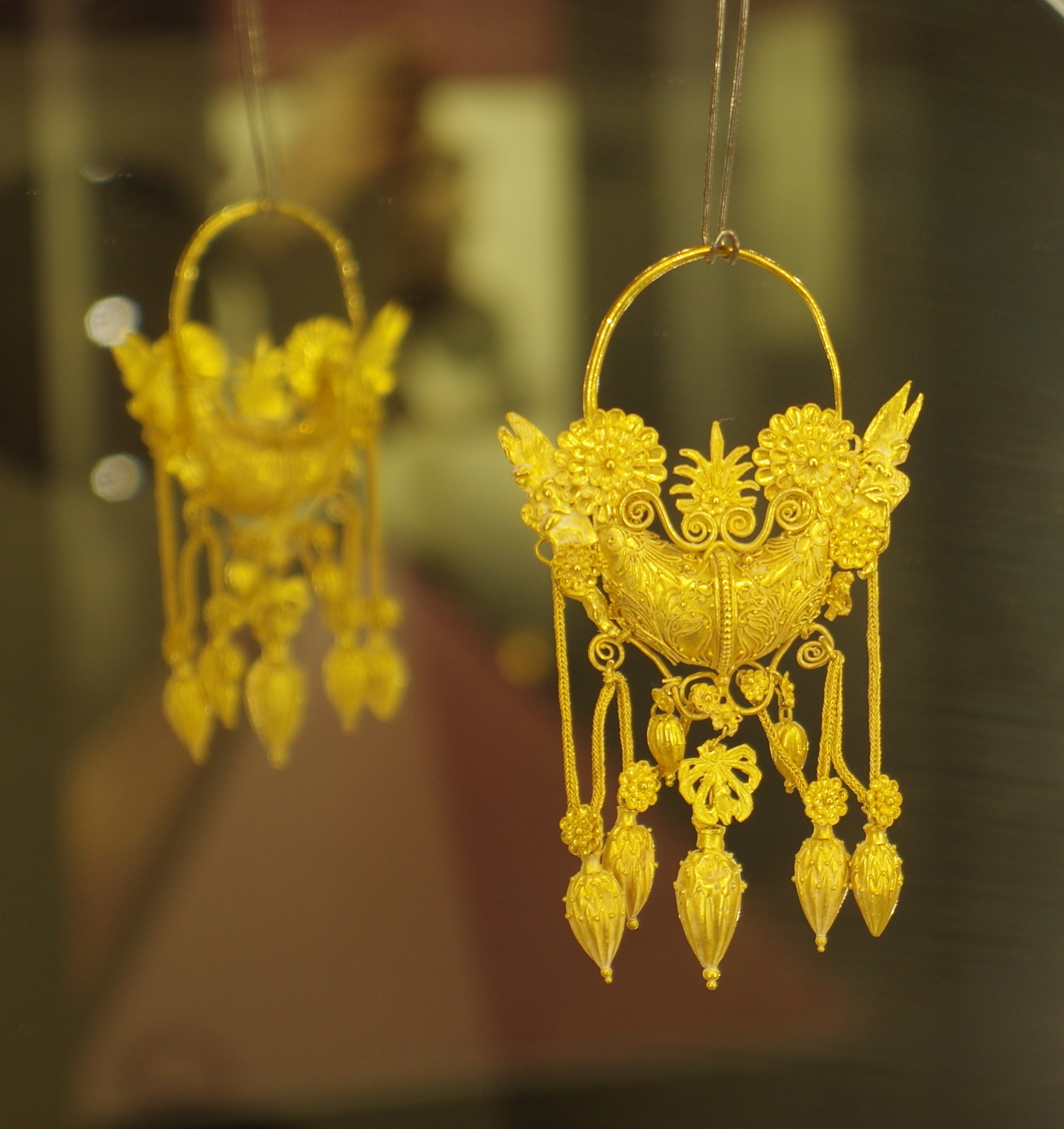
Boucle d'oreille à nacelle, en or, Tarente, IVe siècle av. J.-C.
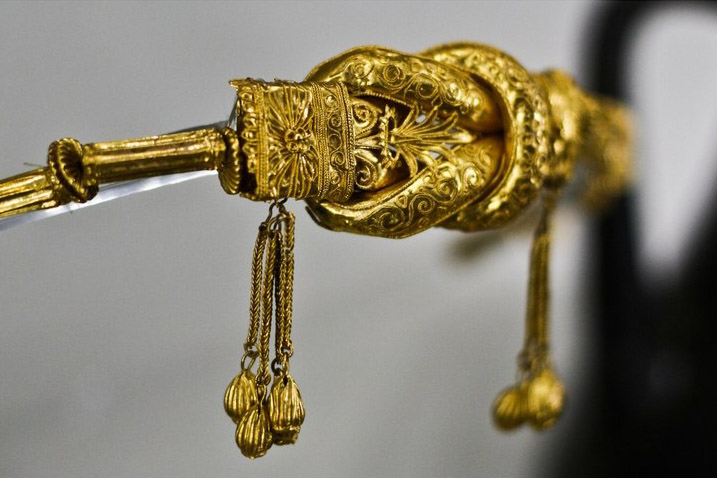
Diadème d'or en forme de nœud d'Héraclès.
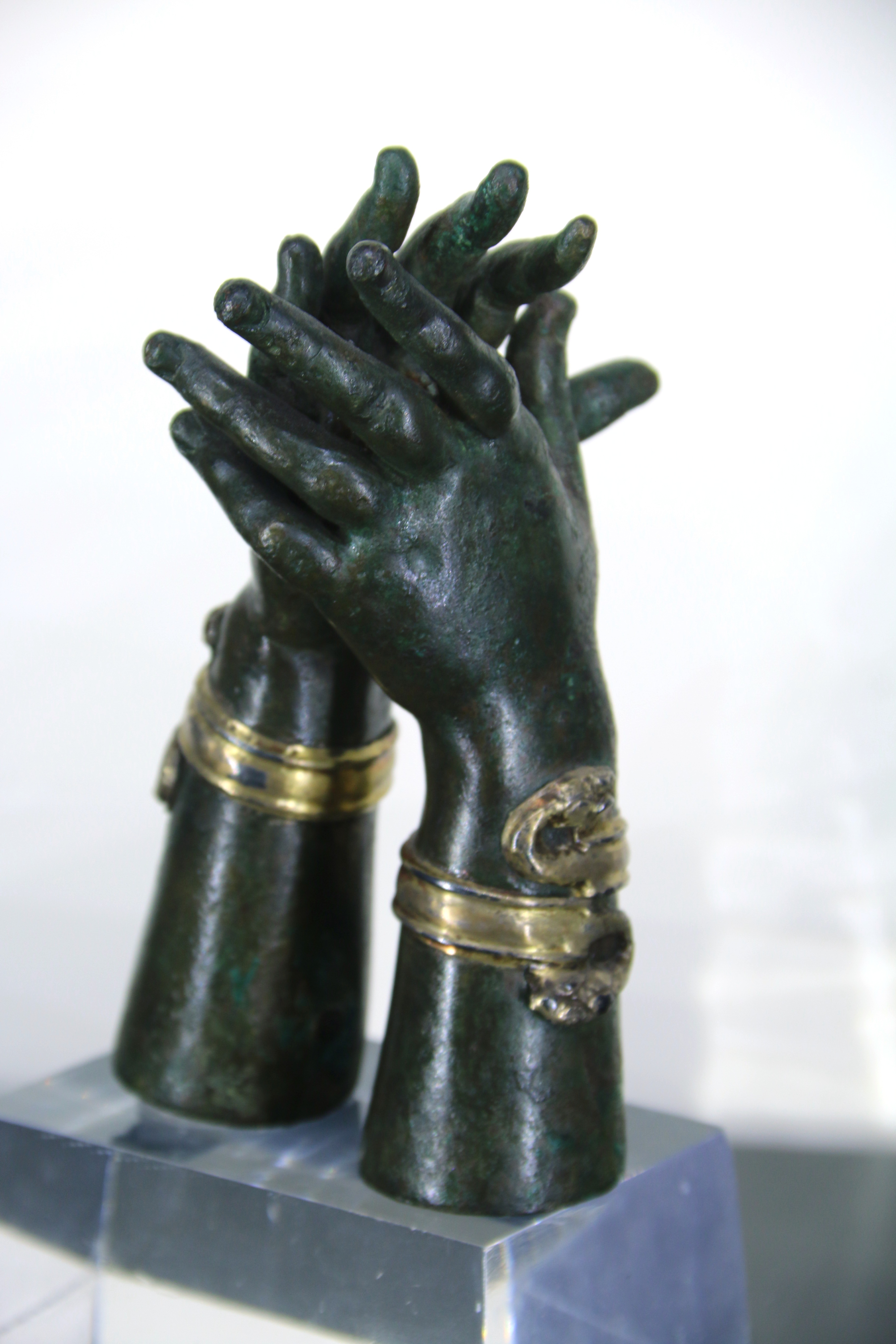
Casse-noix en bronze, hauteur 16,5 cm, vers 300 av. J.-C.
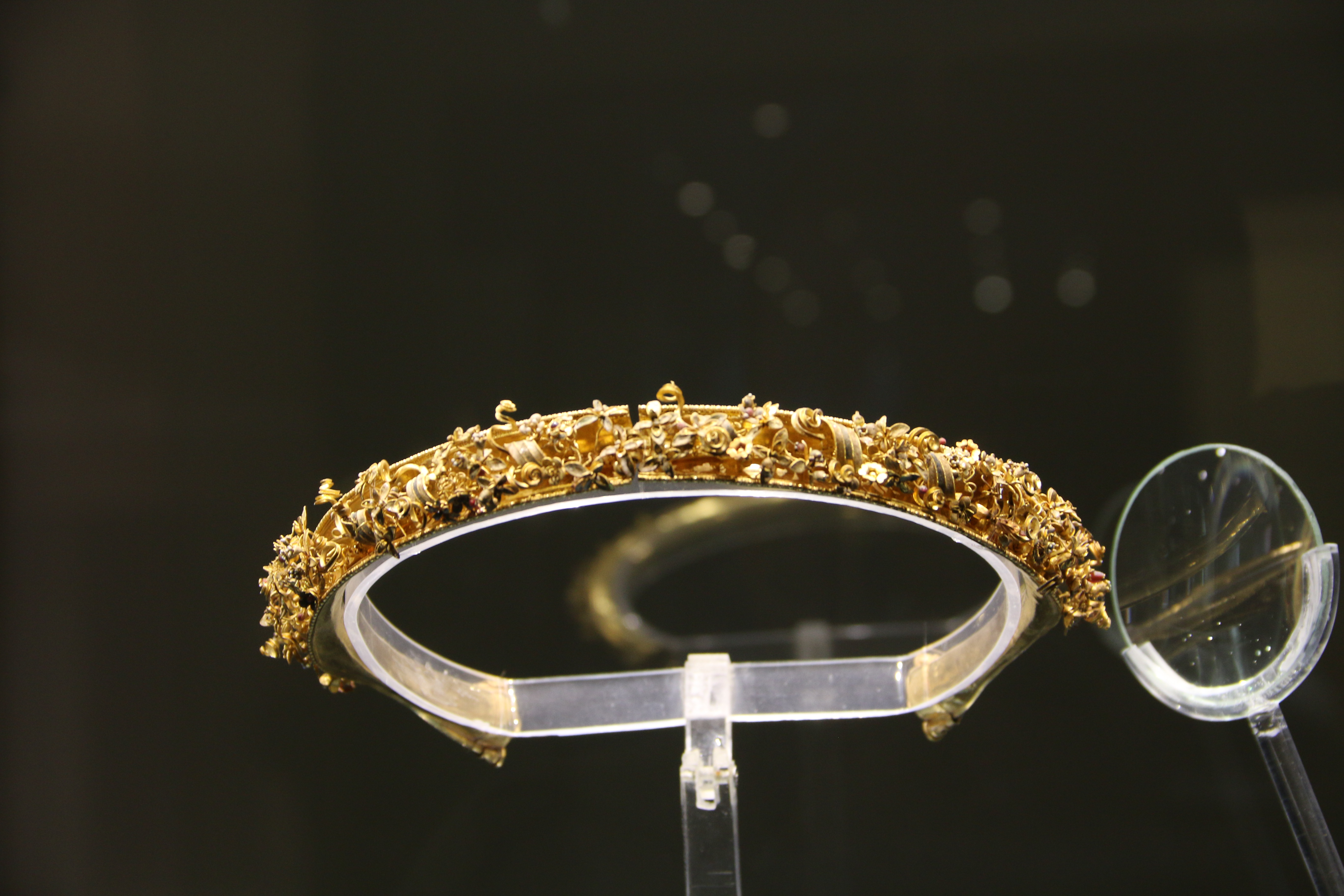
Diadème en or, grenats, cornalines. Tombe de Canosa, IVe siècle av. J.-C.
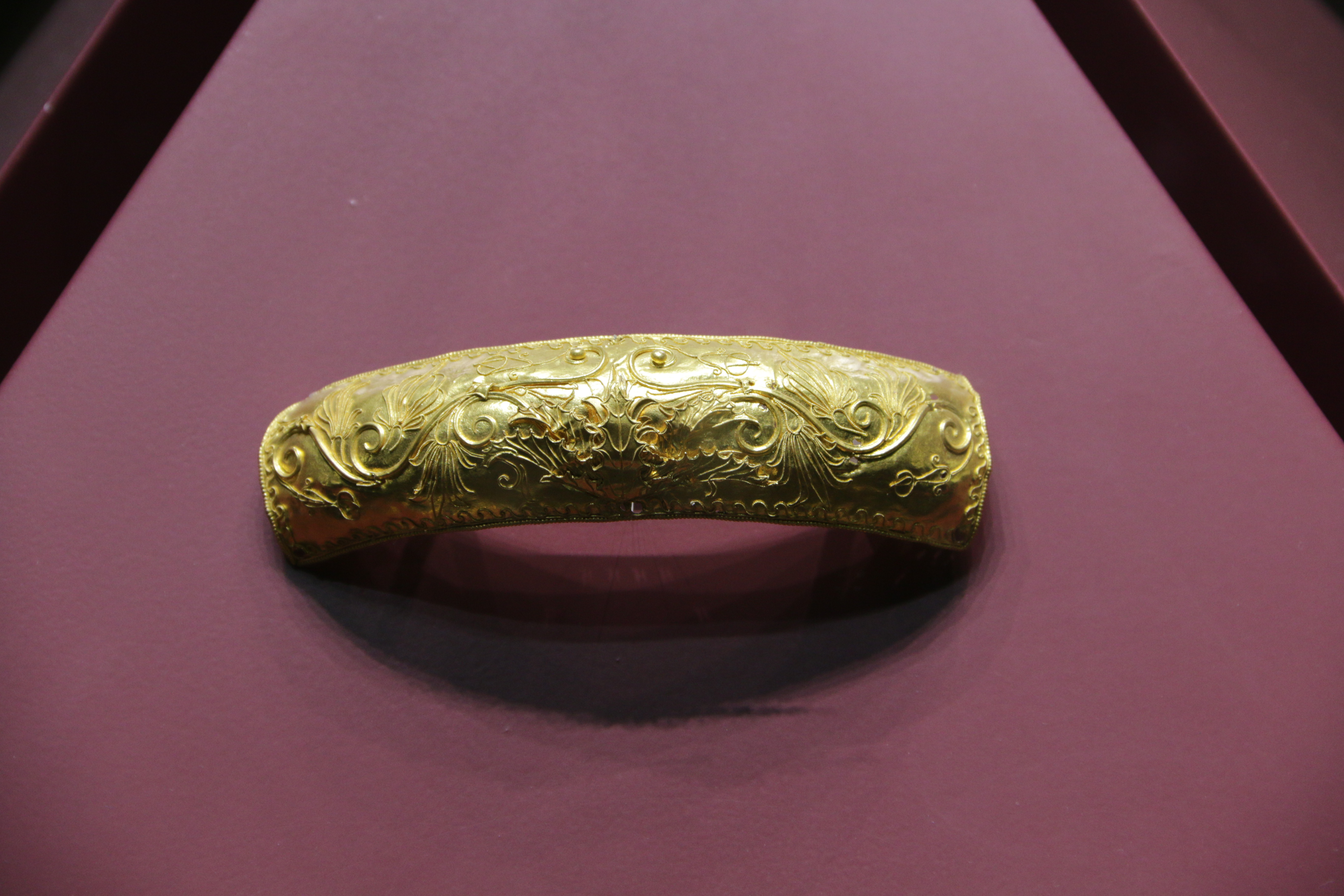
Diadème d'or à filigrane, IVe siècle av. J.-C.
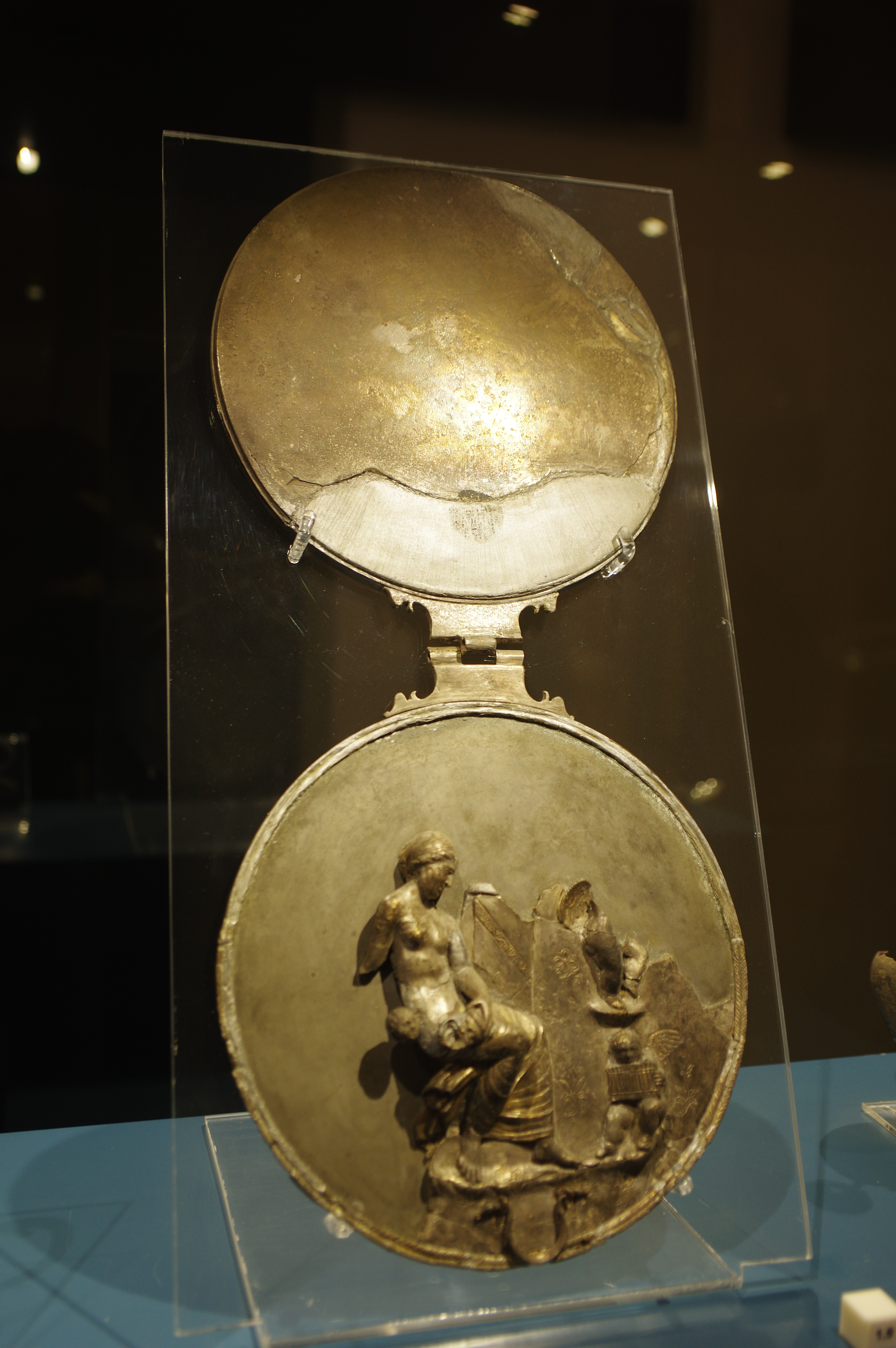
Miroir, avec Aphrodite et Éros jouant de la flûte de Pan, Tarente, IIIe siècle av. J.-C.
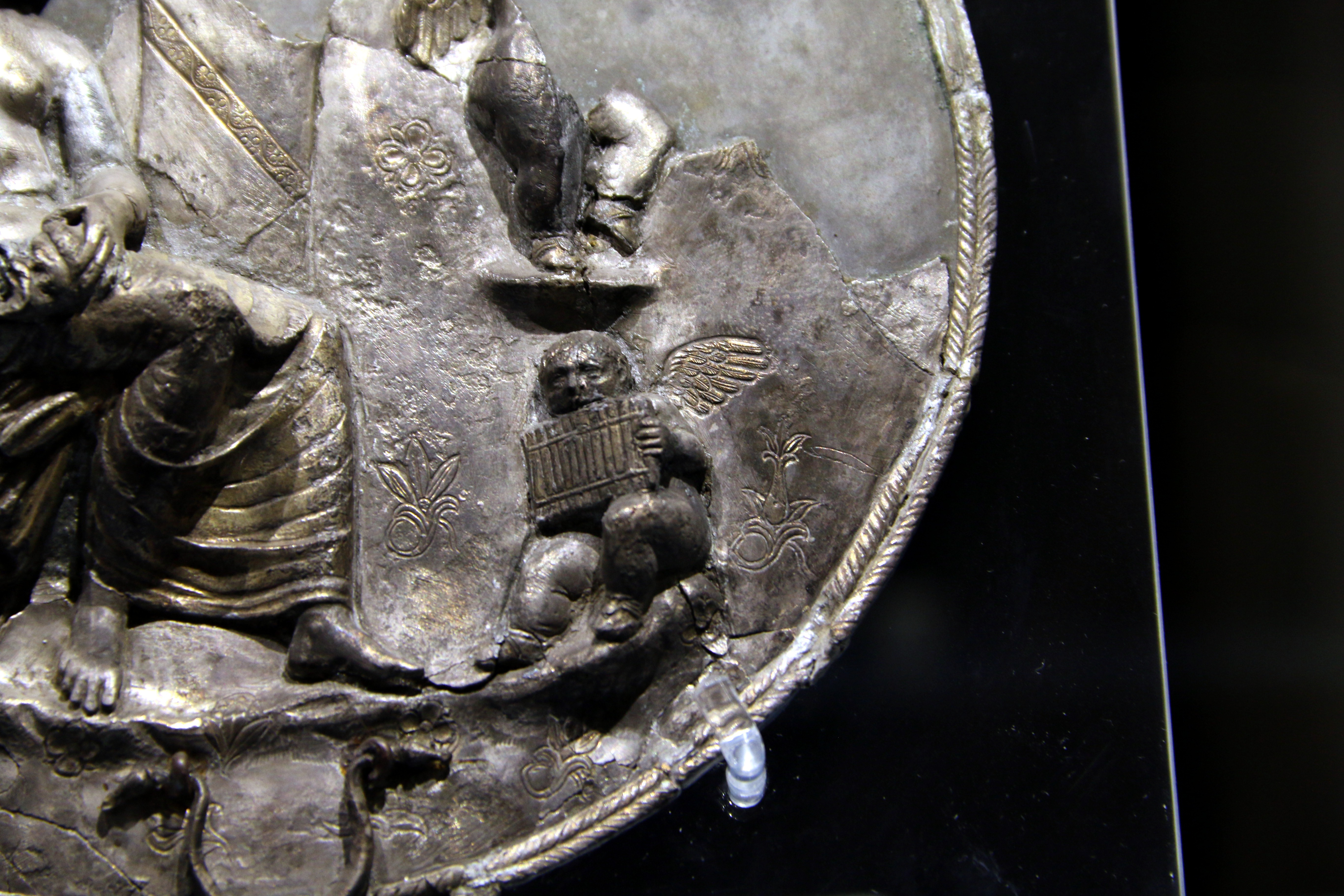
Détail d'Éros à la flûte de Pan.
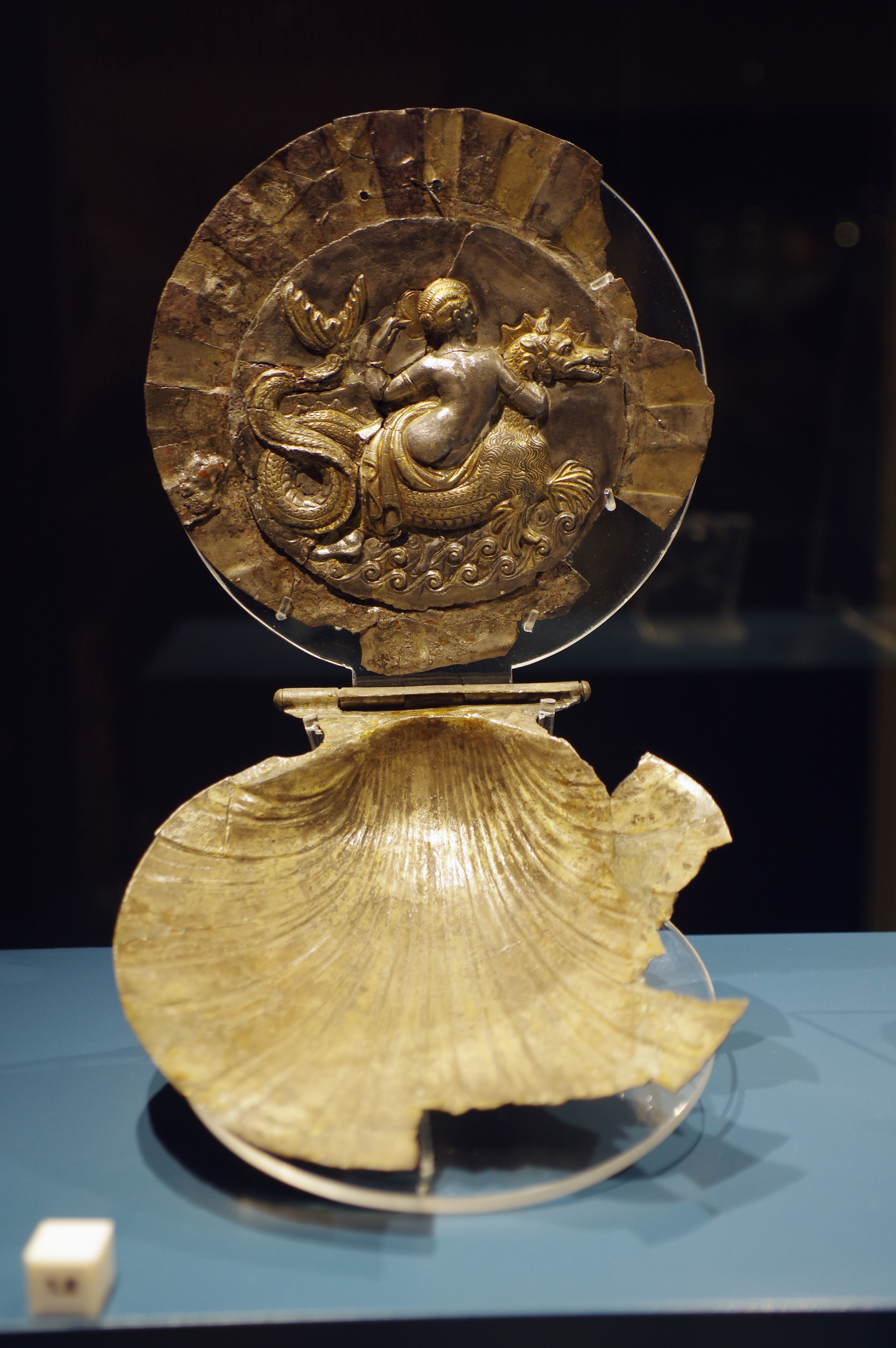
Miroir en forme de coquille, en argent doré, avec une néréide portée par un Céto. Tarente, IIIe siècle av. J.-C.

#### Sculptures grecques et romaines

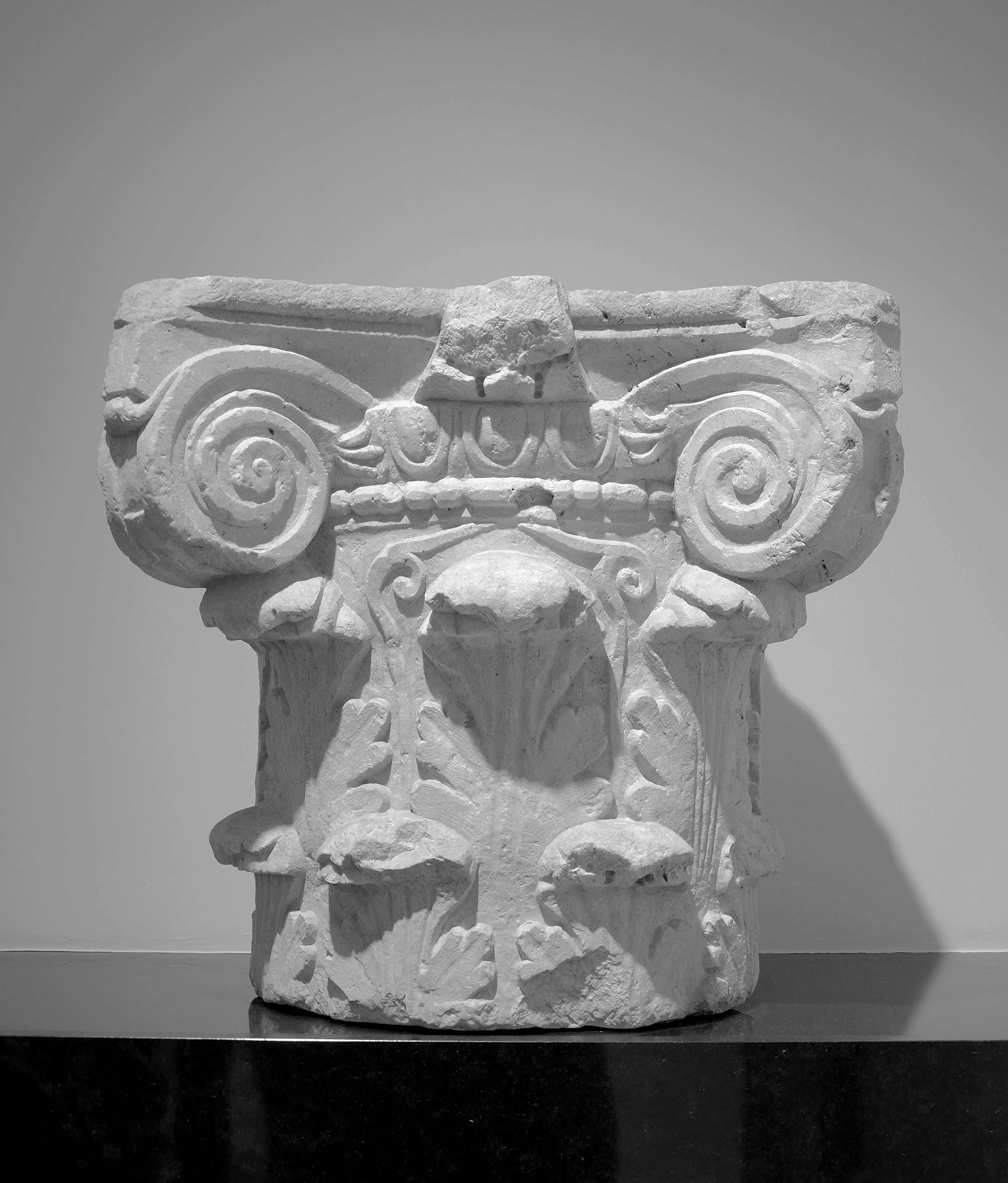
Chapiteau ionique.
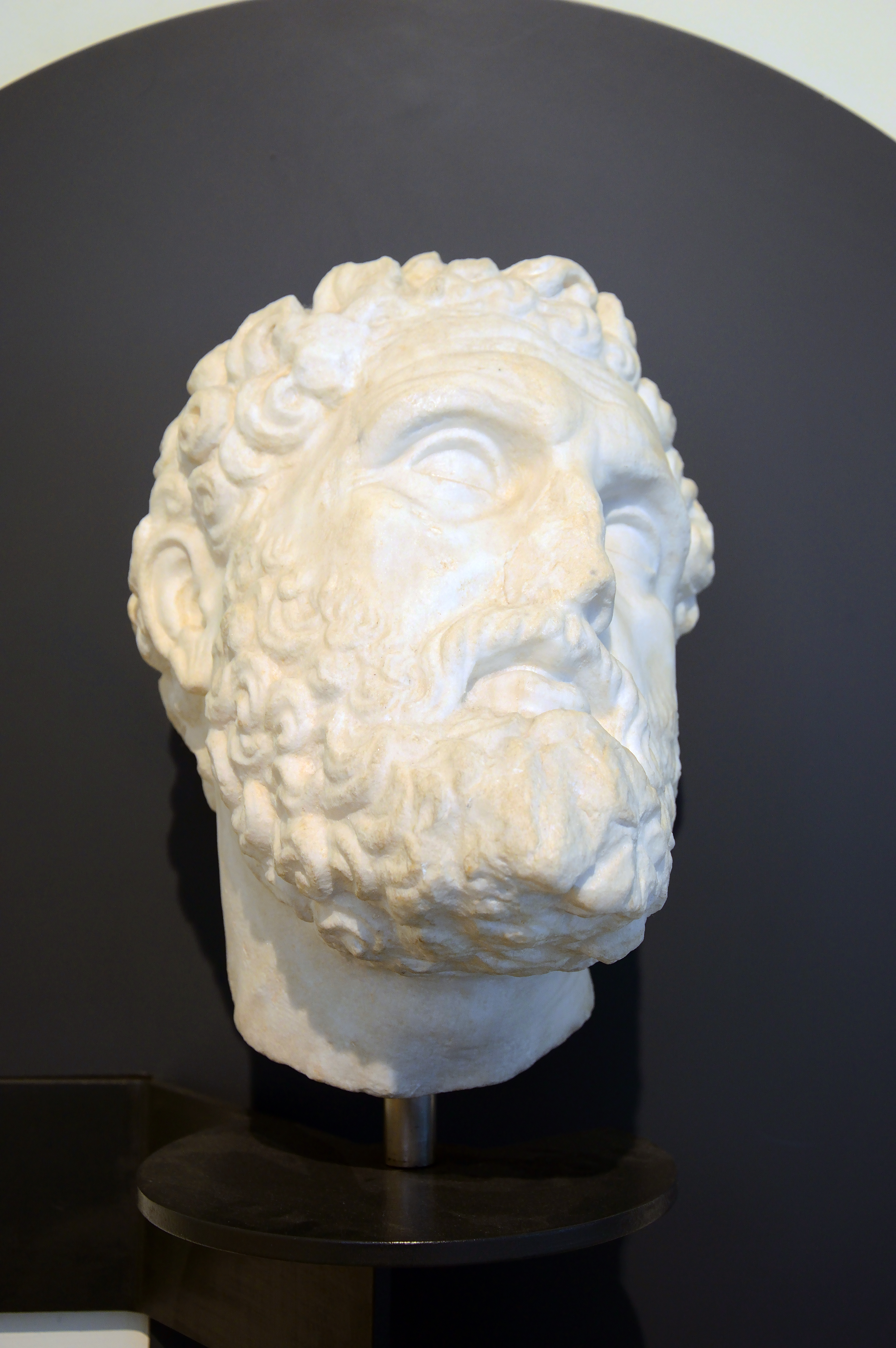
Tête d'Héraclès, copie d'après Lysippe.
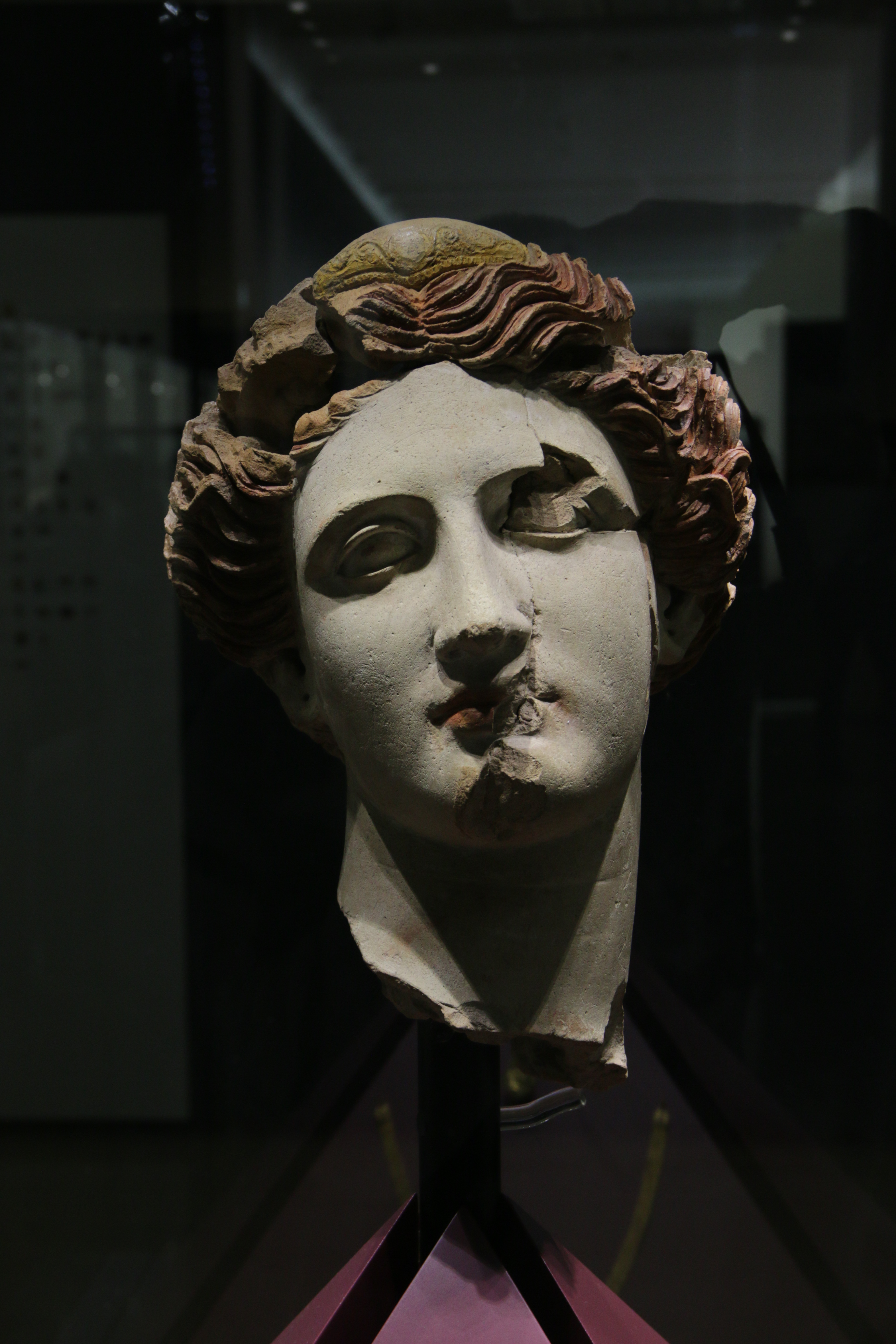
Tête féminine polychrome portant un diadème, terre cuite, IVe siècle av. J.-C.
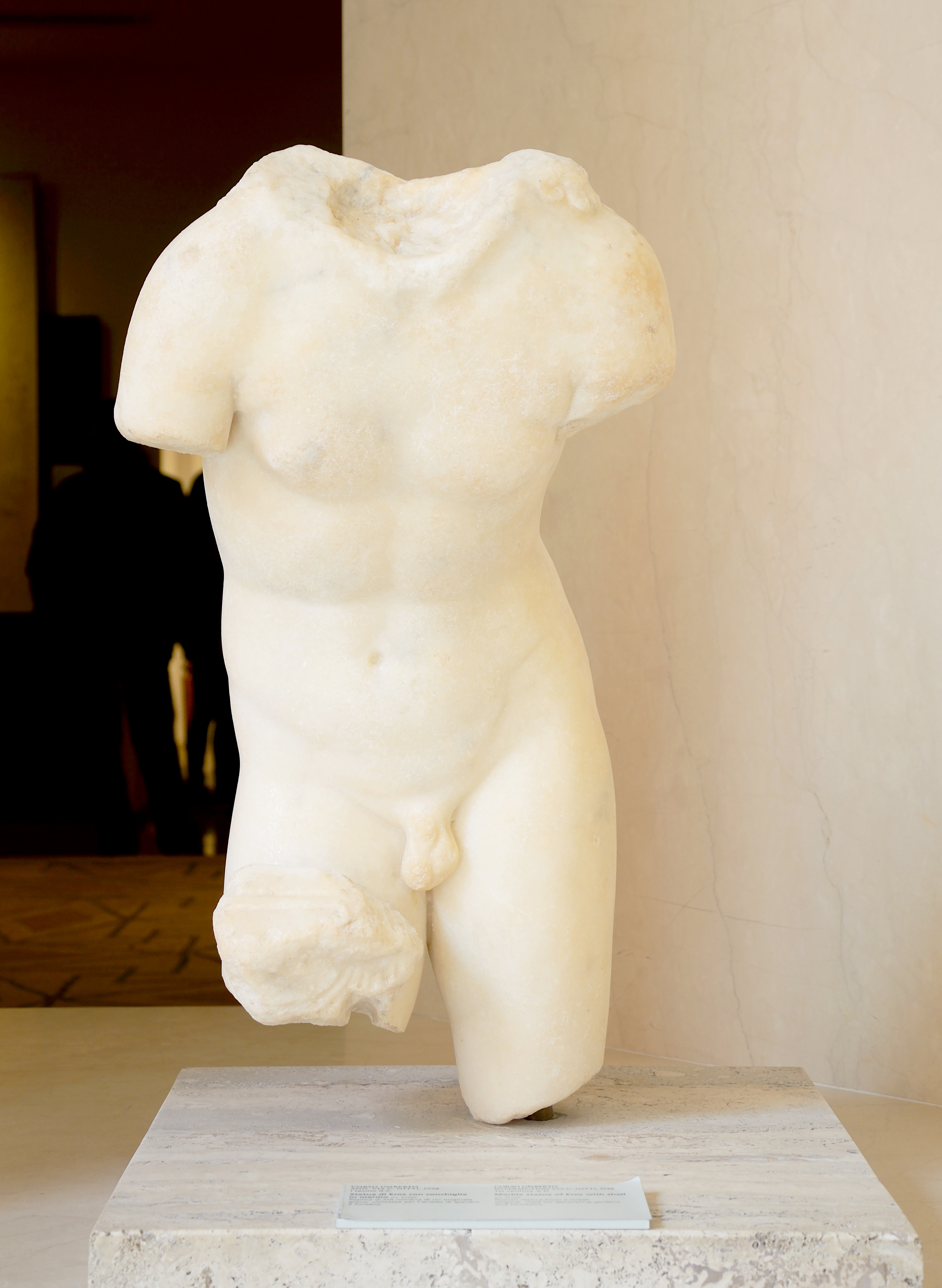
Torse d'un jeune homme.
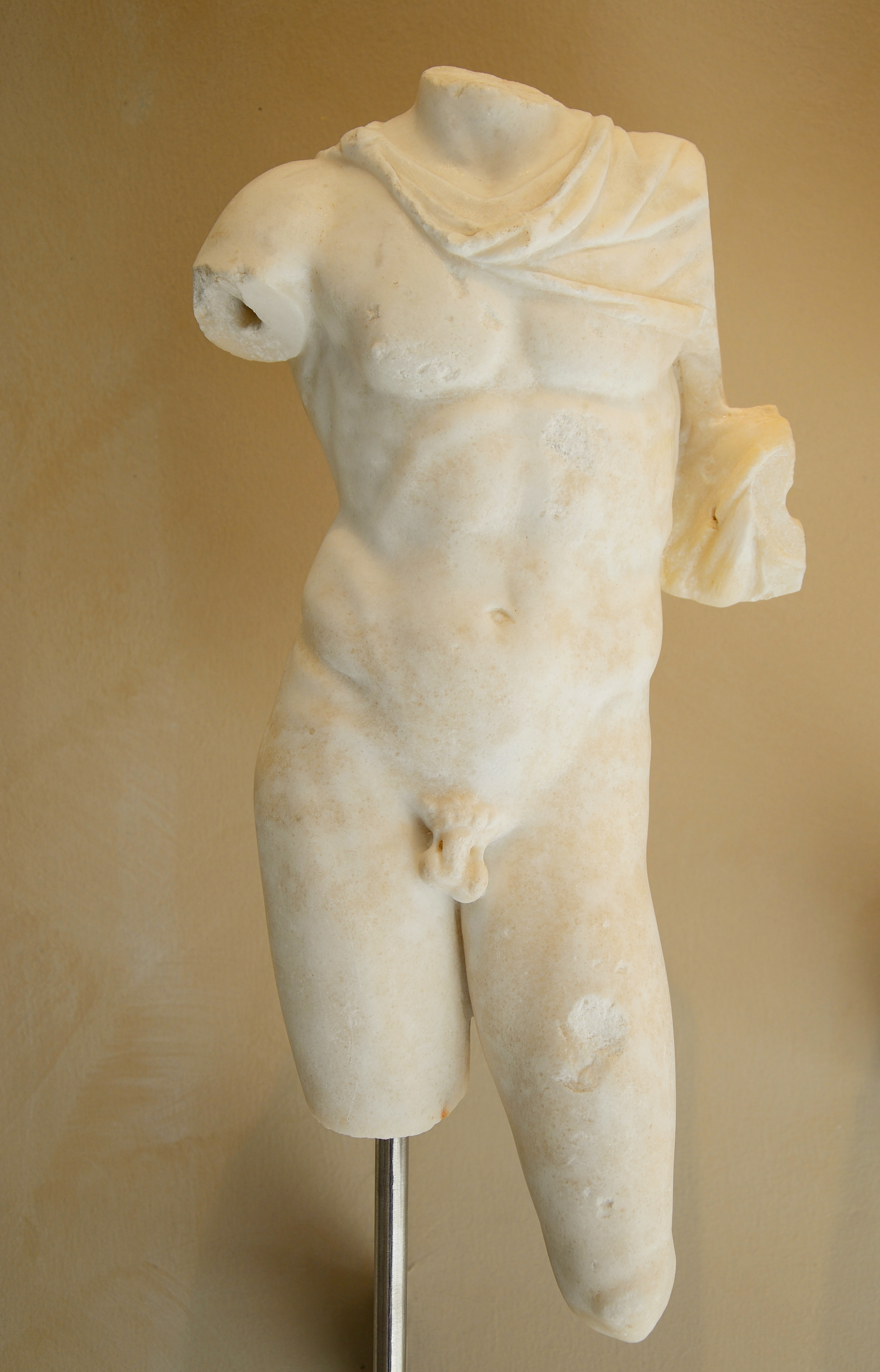
Torse d'un homme.
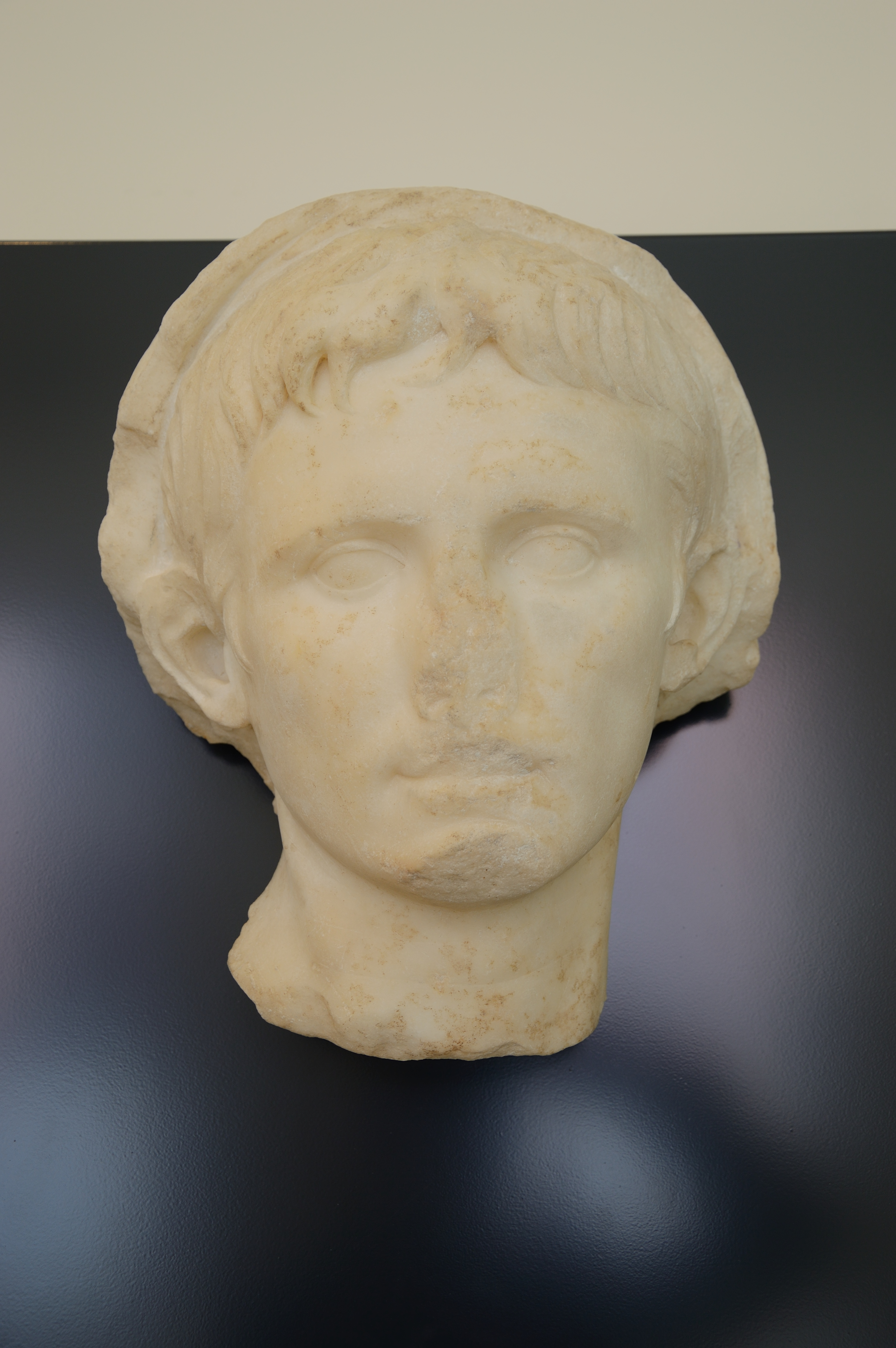
Portrait d'Auguste à la tête voilée.
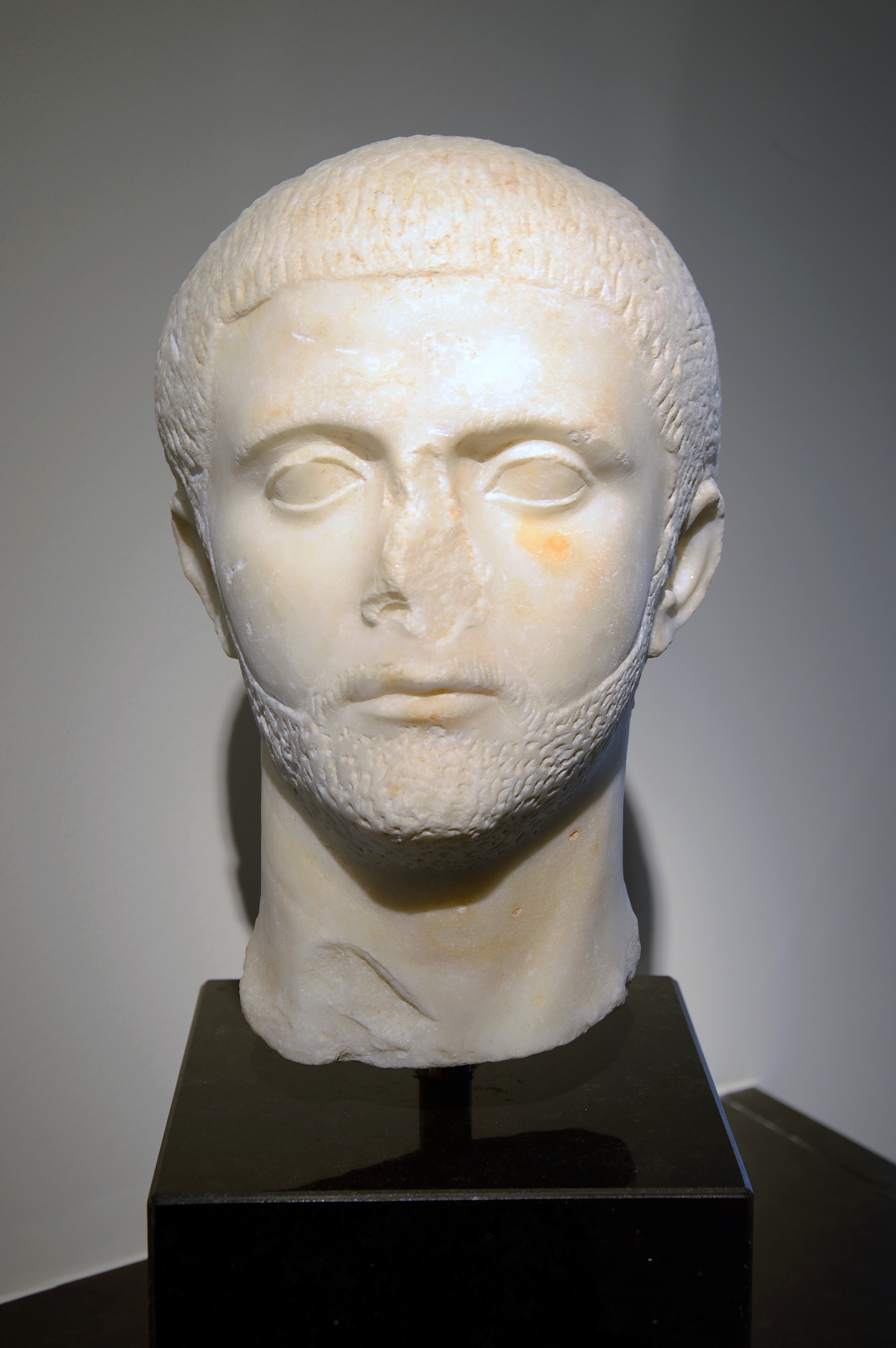
Tête d'un homme.
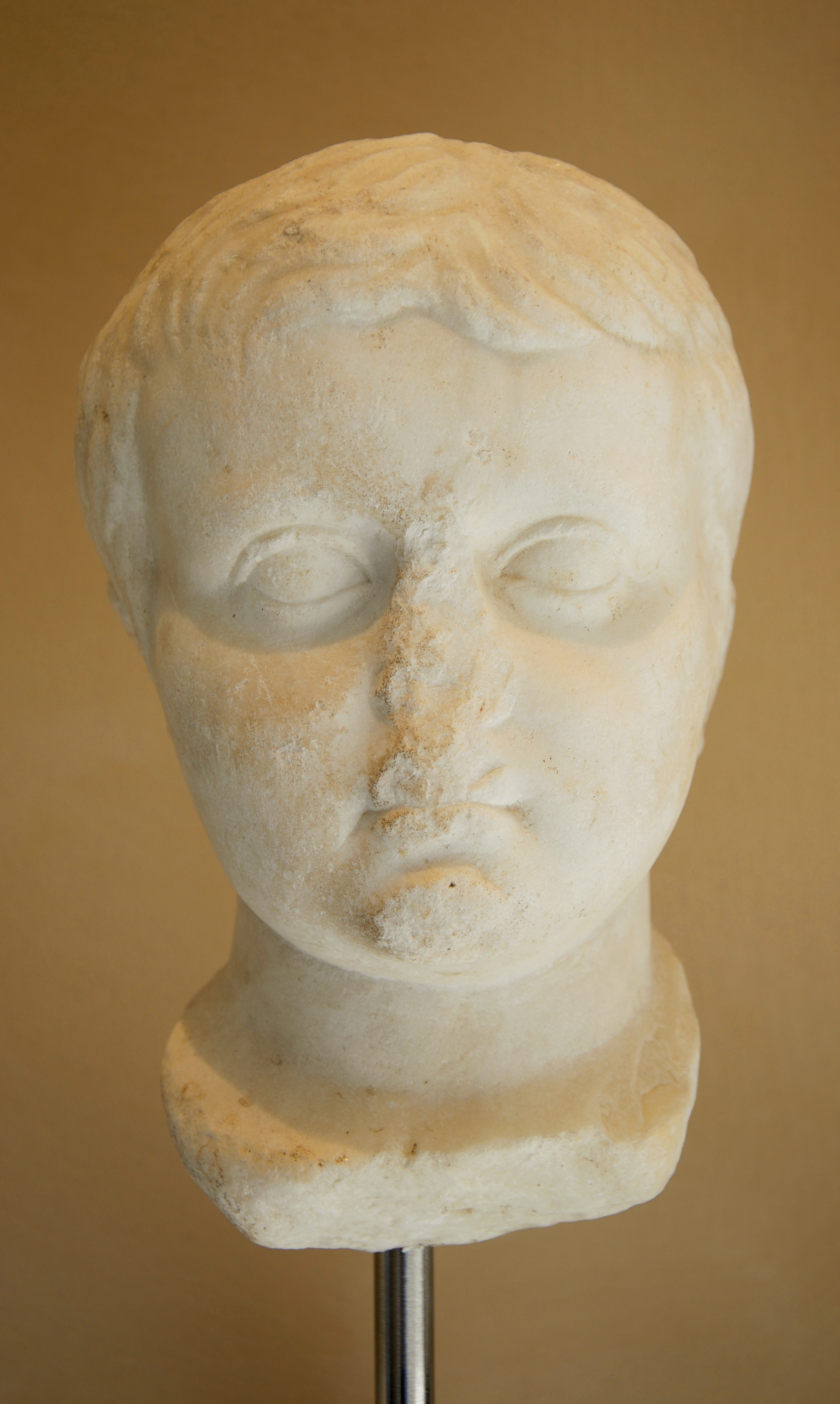
Tête d'un enfant.
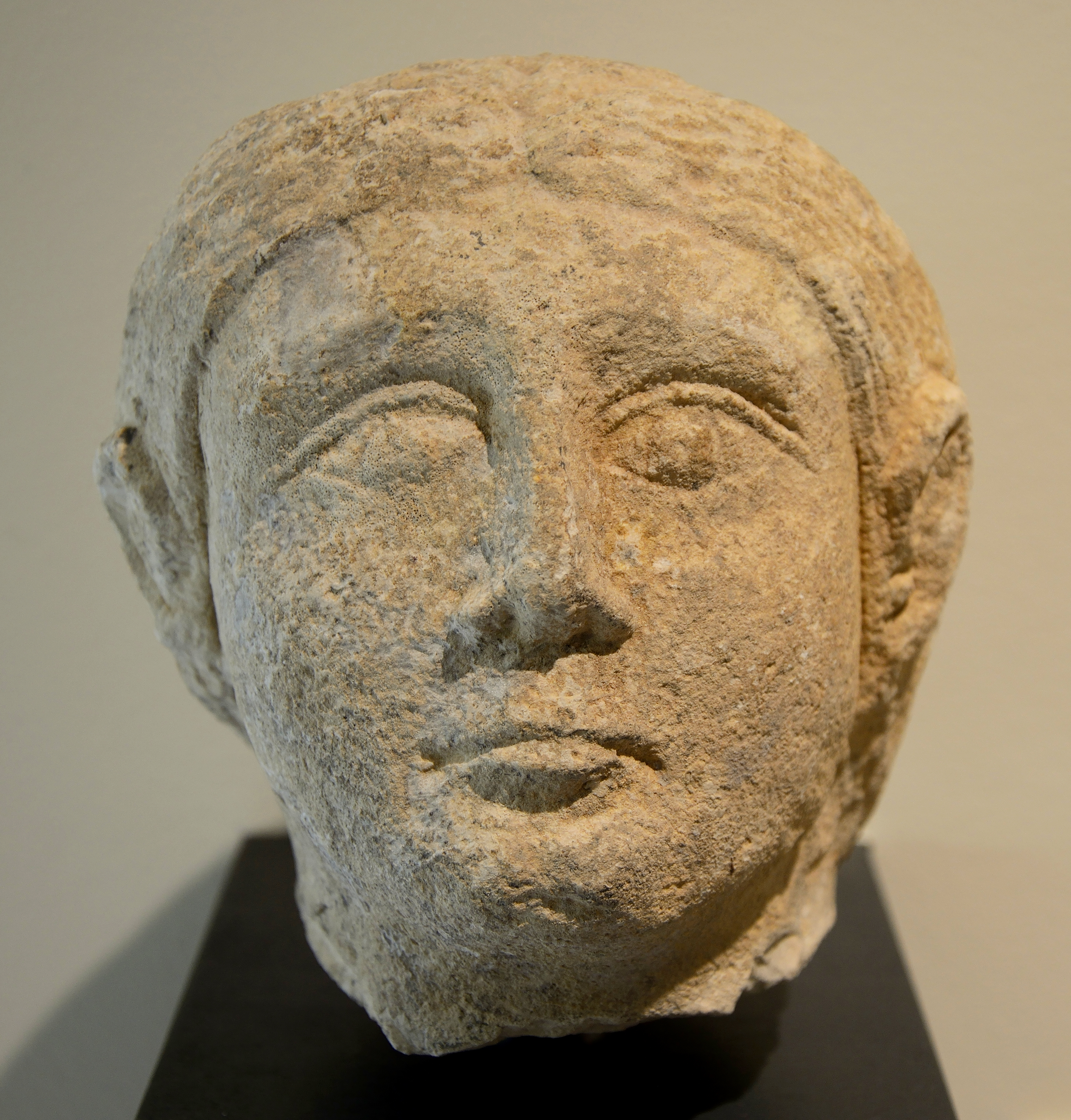
Tête d'une femme.
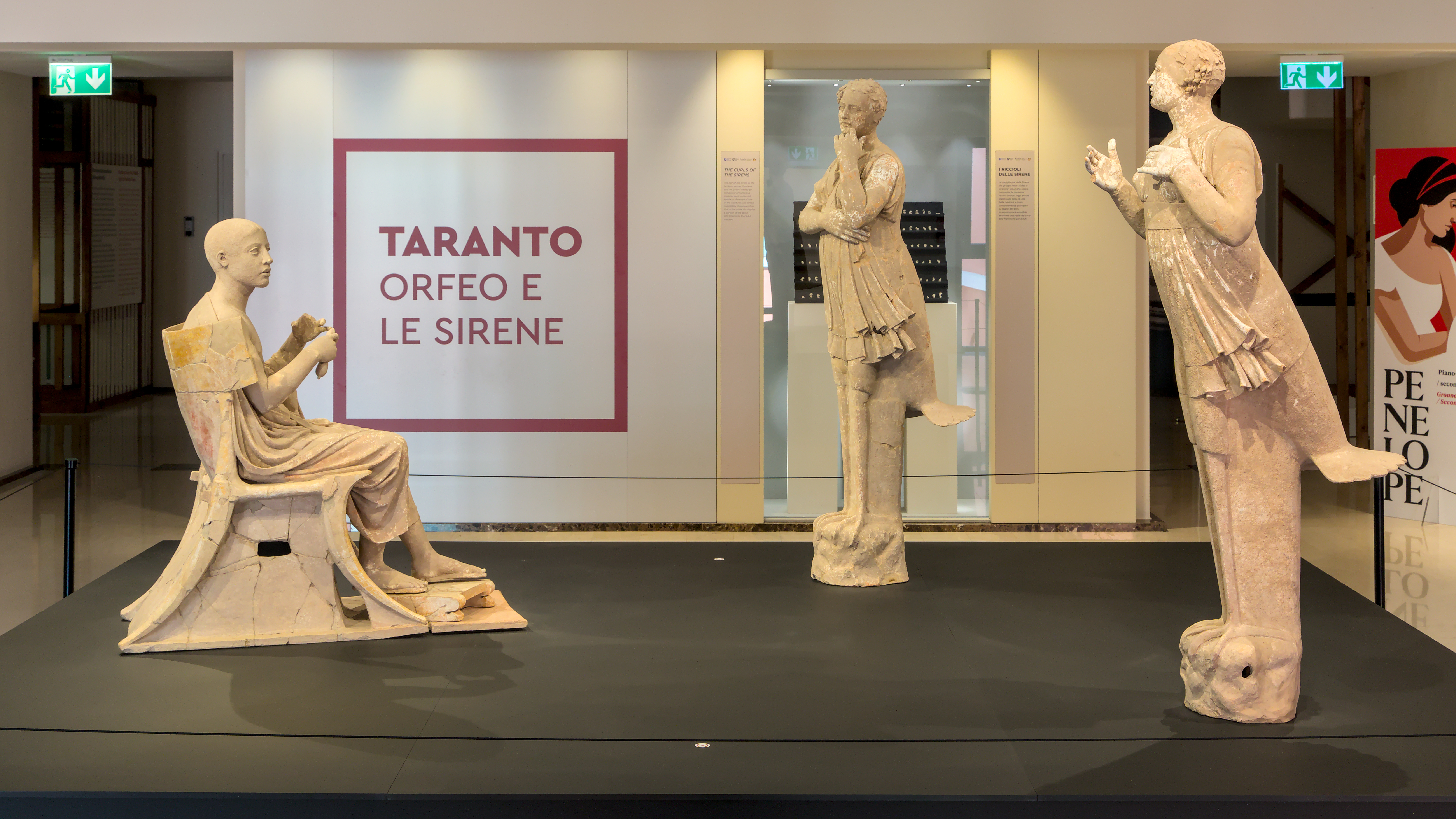
Groupe sculpté d'Orphée et les sirènes, IVe siècle av. J.-C..
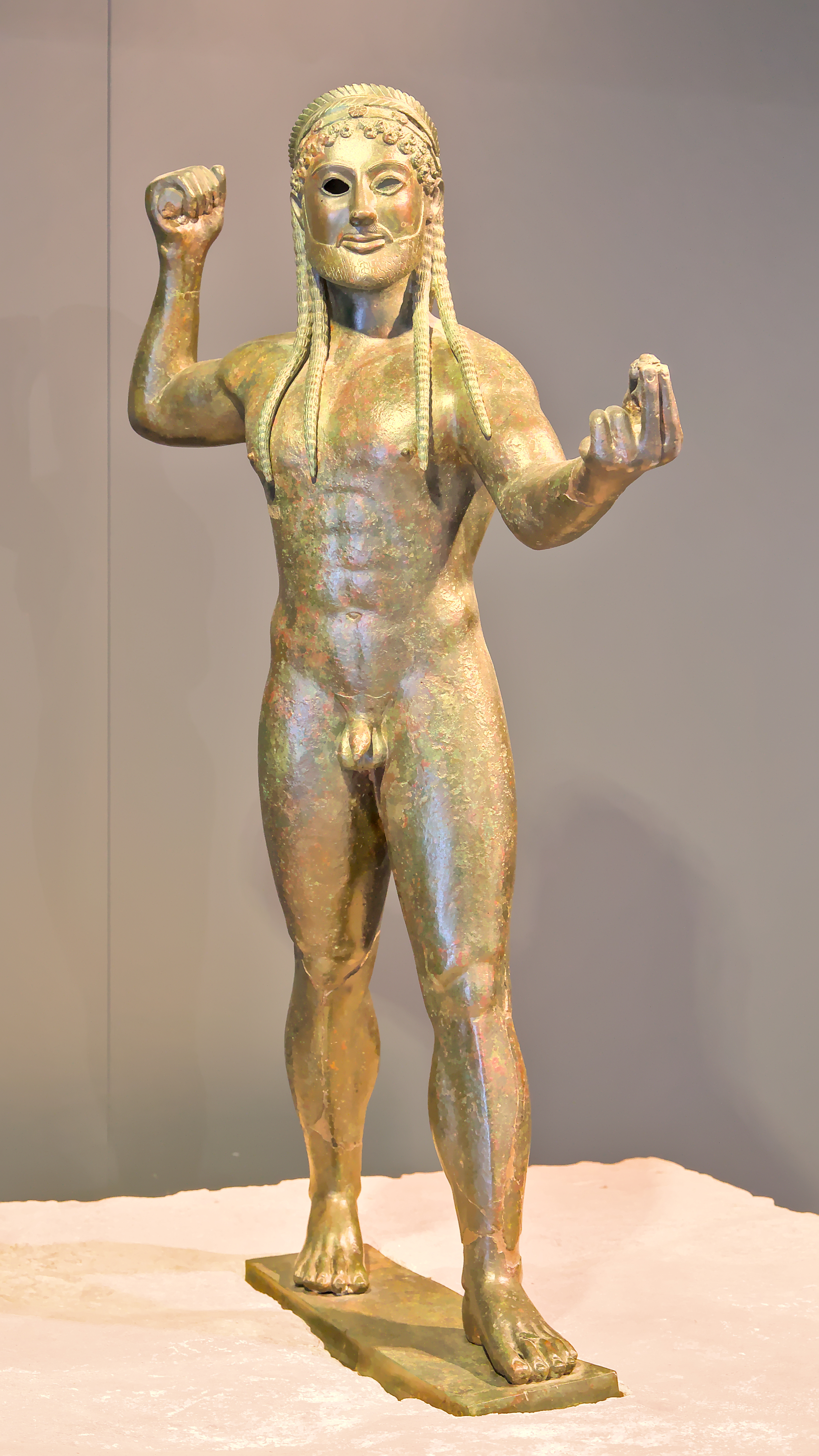
tatue en bronze de Zeus, connue comme le "Zeus d'Ugento", env. 530 av. JC.
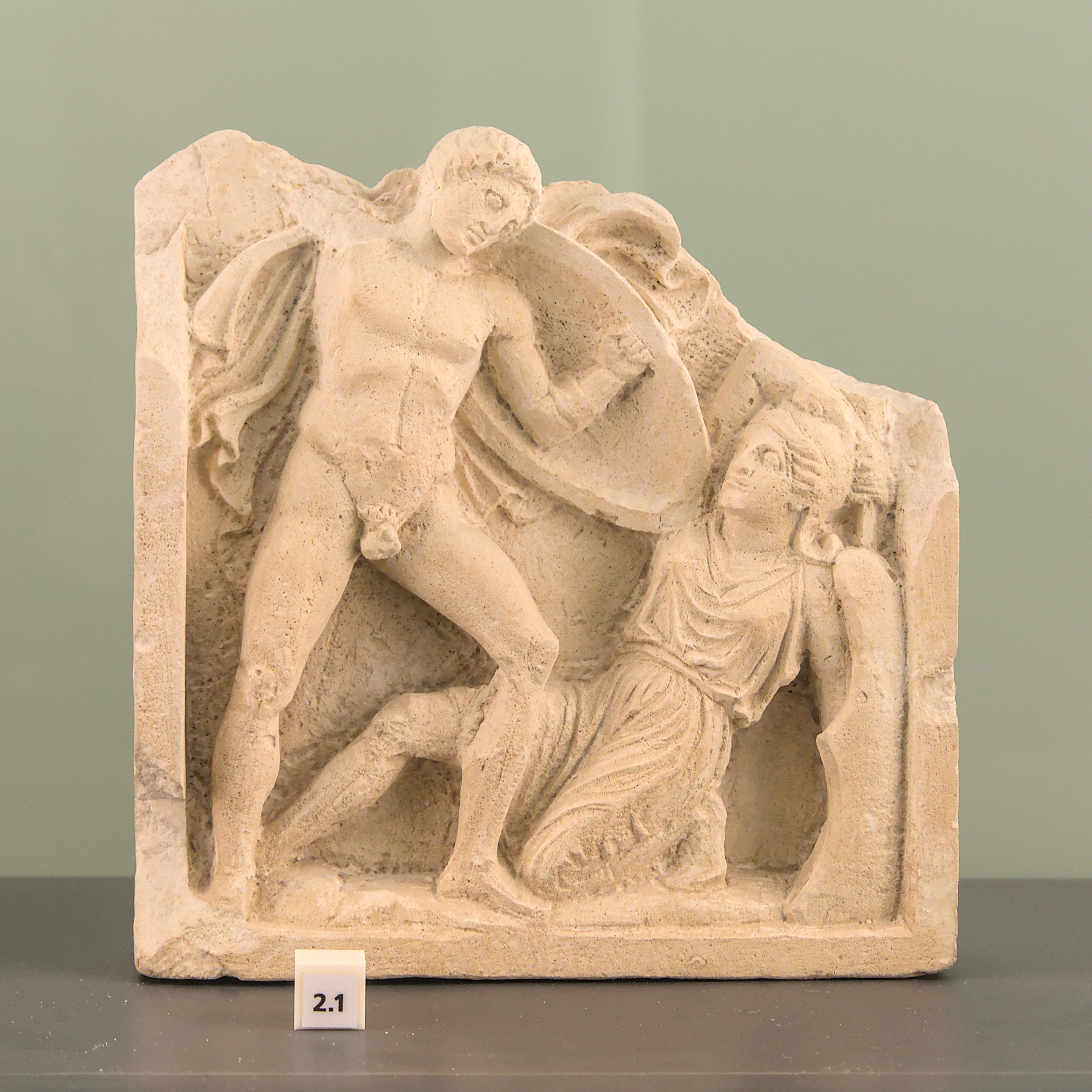
Métope représentant une scène de bataille entre un guerrier grec et une amazone, IIIe siècle av. J.-C..

#### Céramique

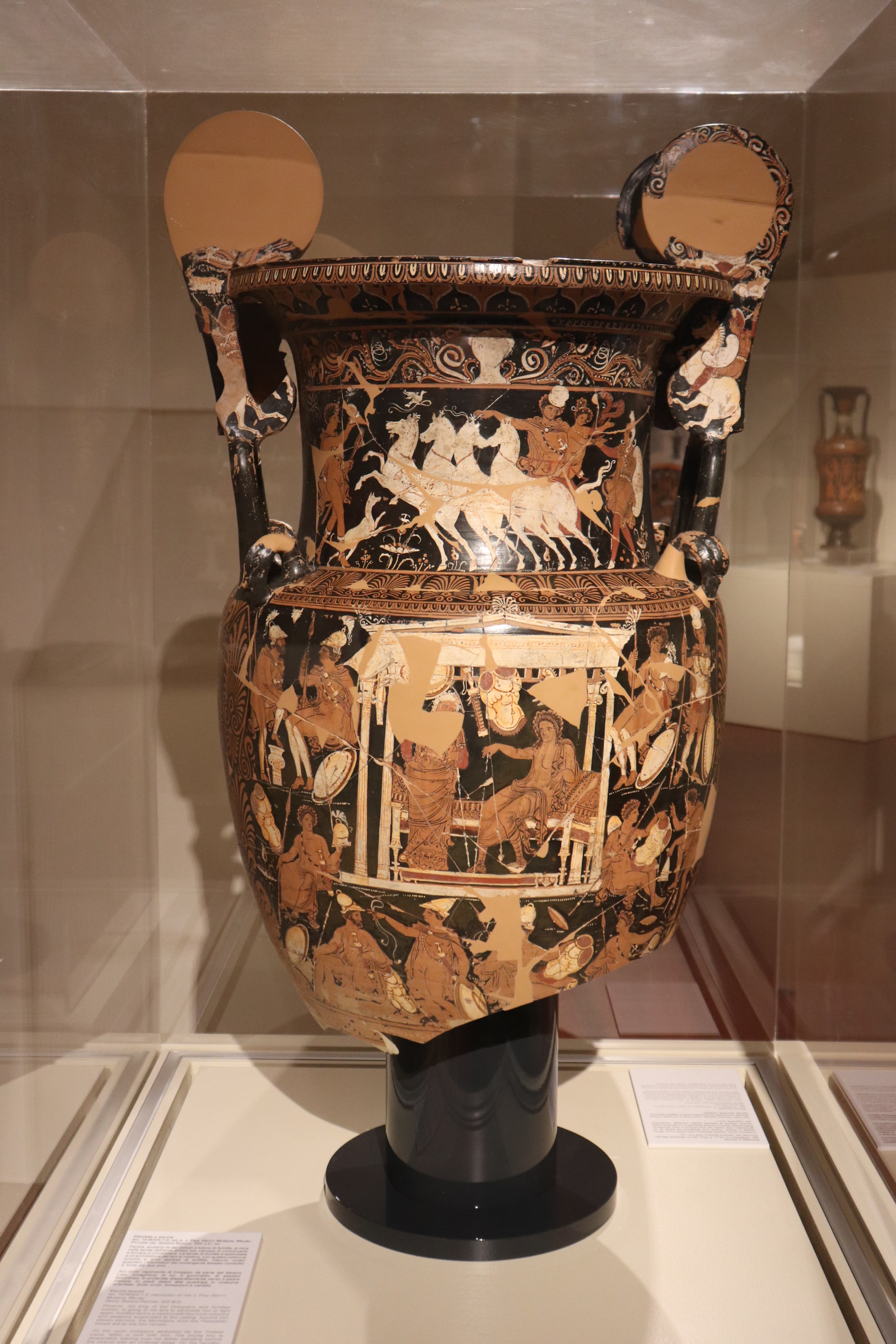
Cratère à volutes.
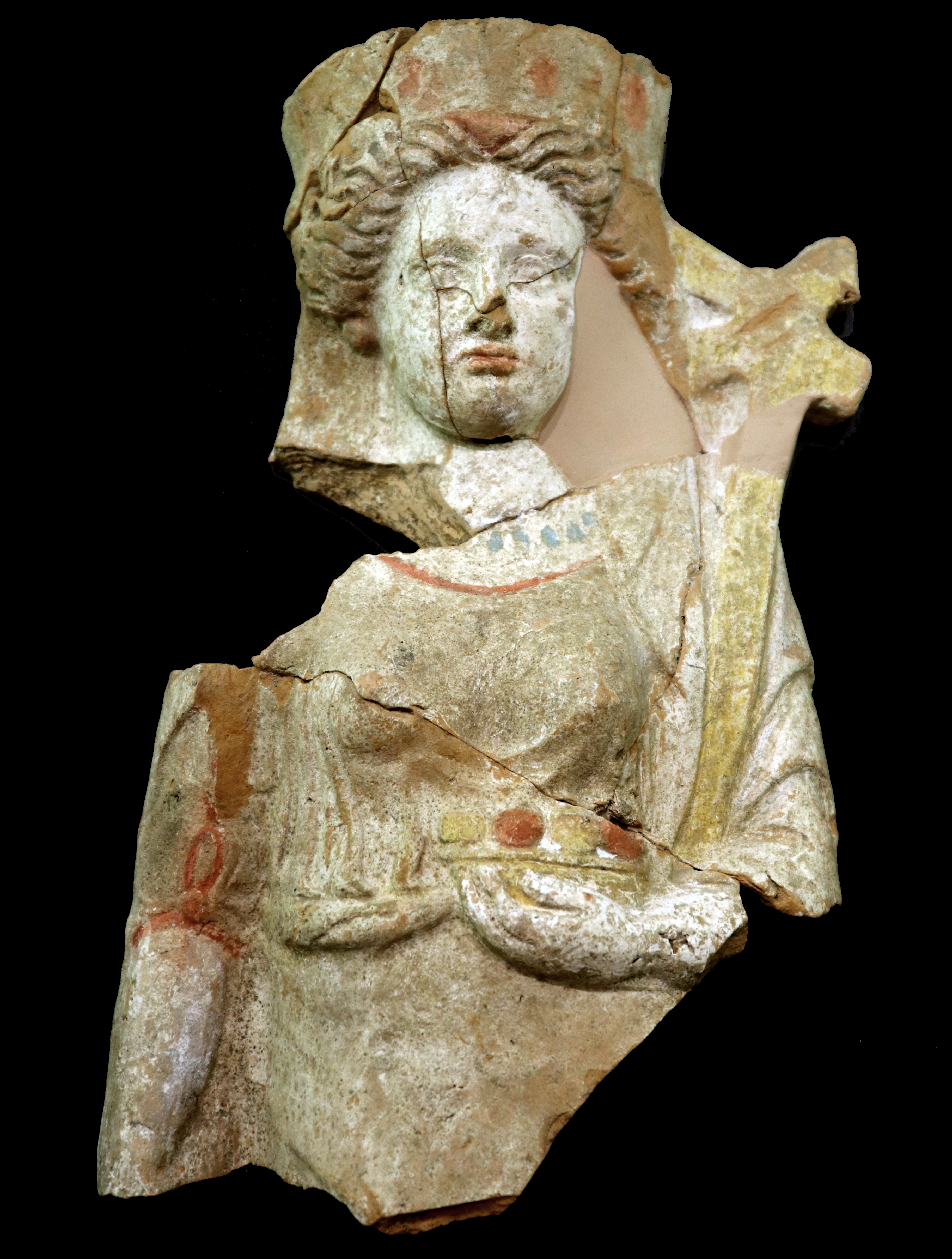
Statuette en terre cuite.
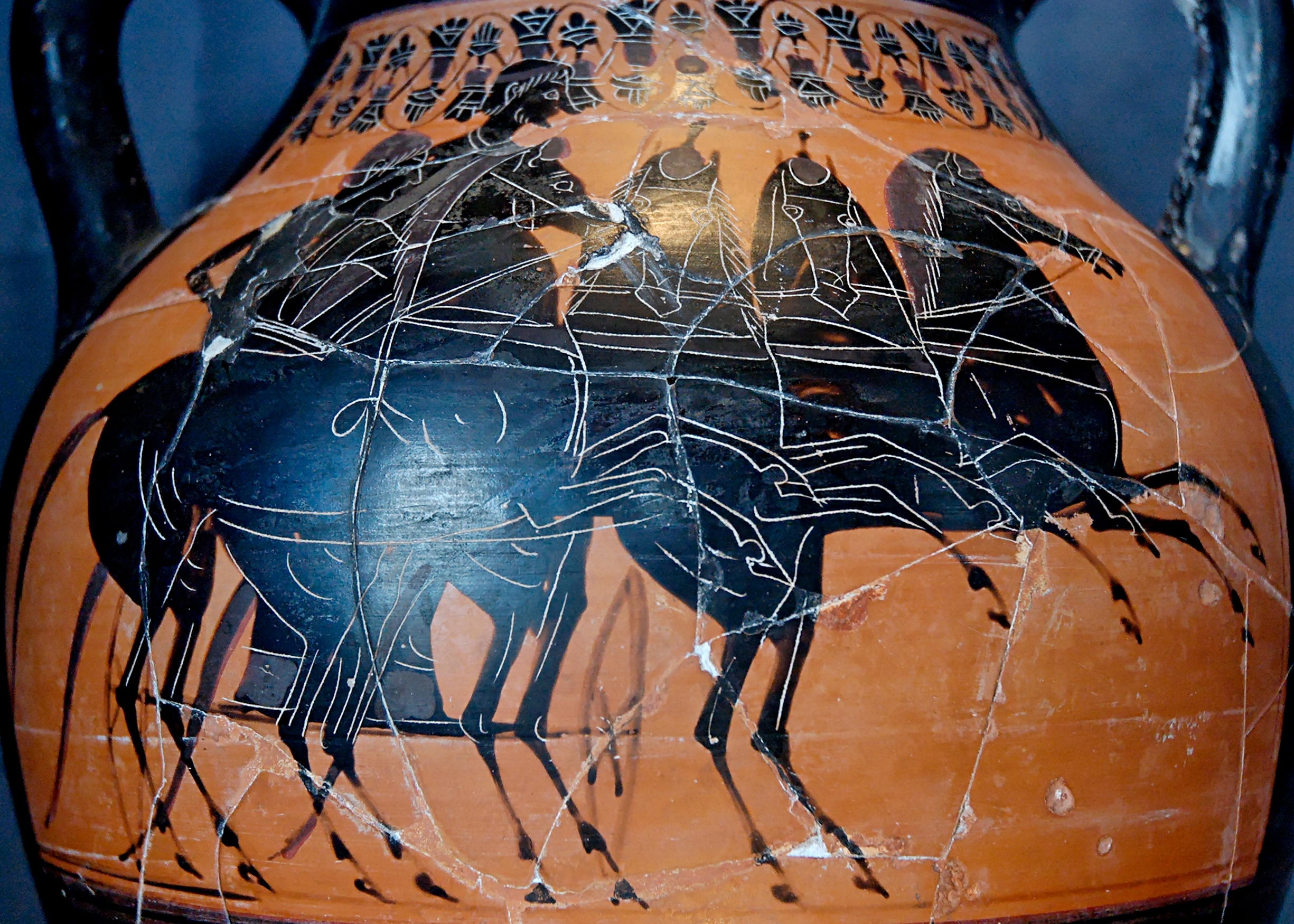
Course de char sur une amphore à figures noires.
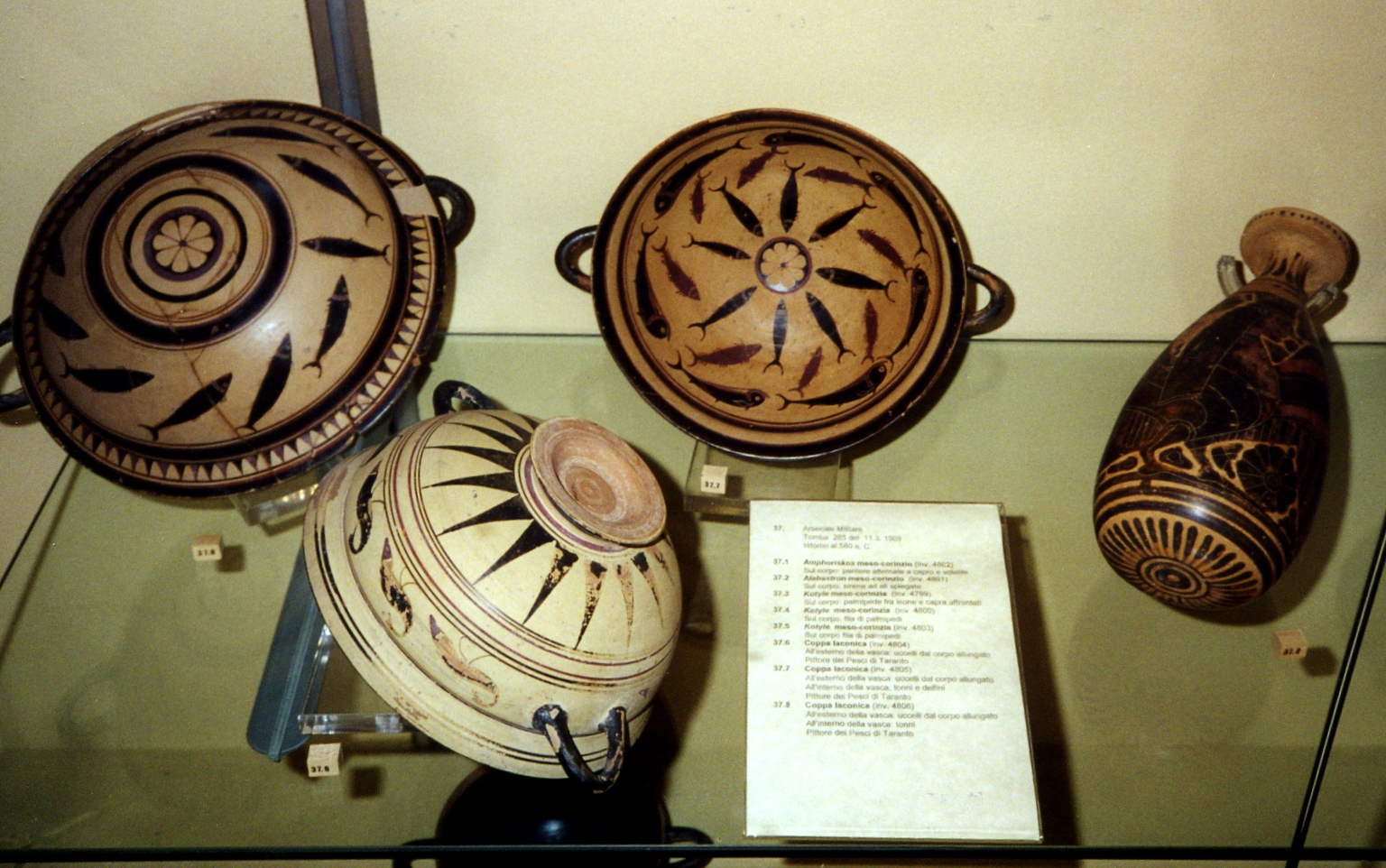
Céramiques provenant d'une tombe de l'arsenal de Tarente, vers -580.
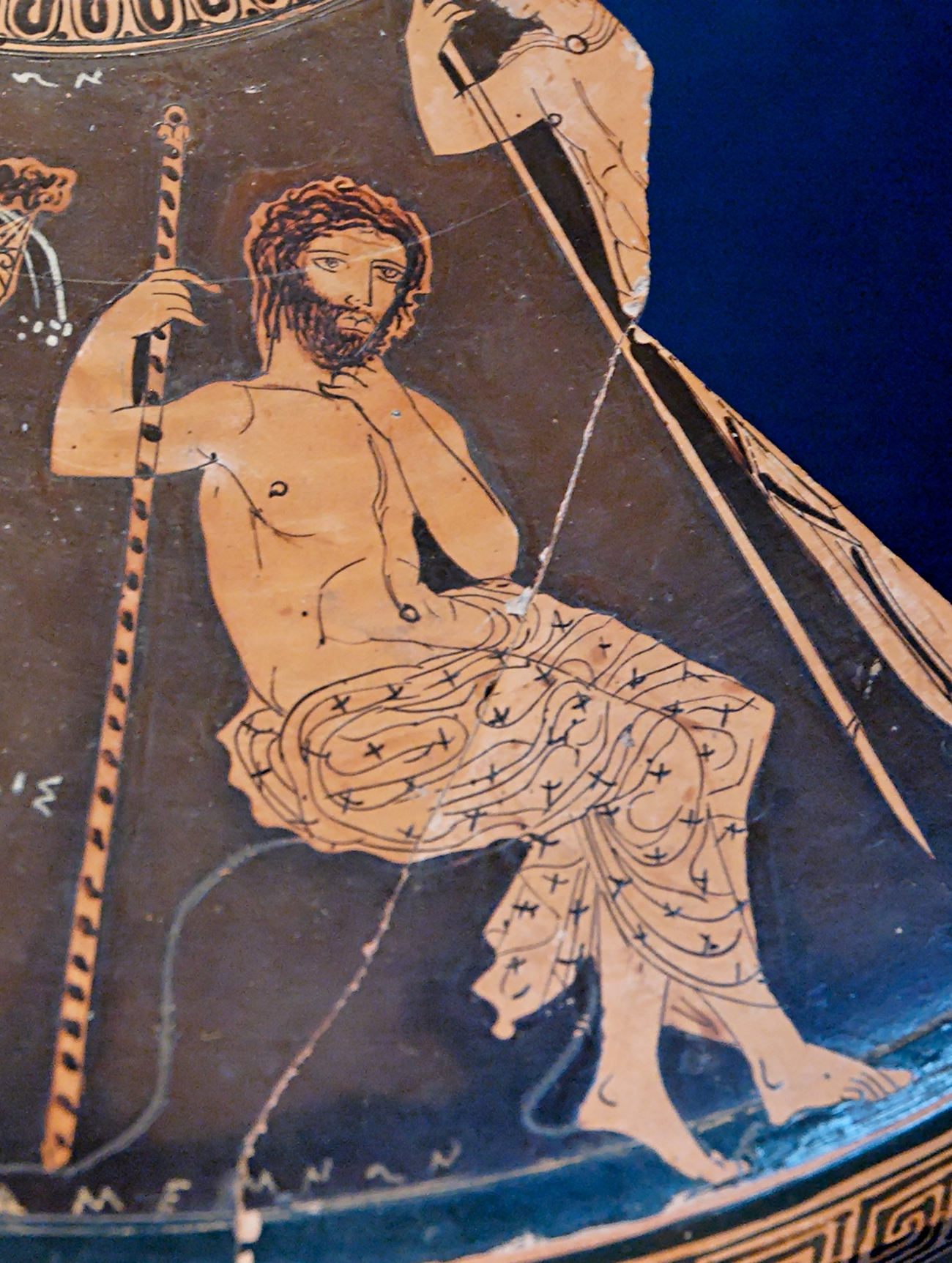
Agamemnon assis sur un rocher. Lékanis attique à figures rouges, -410/-400.

#### Mosaïques

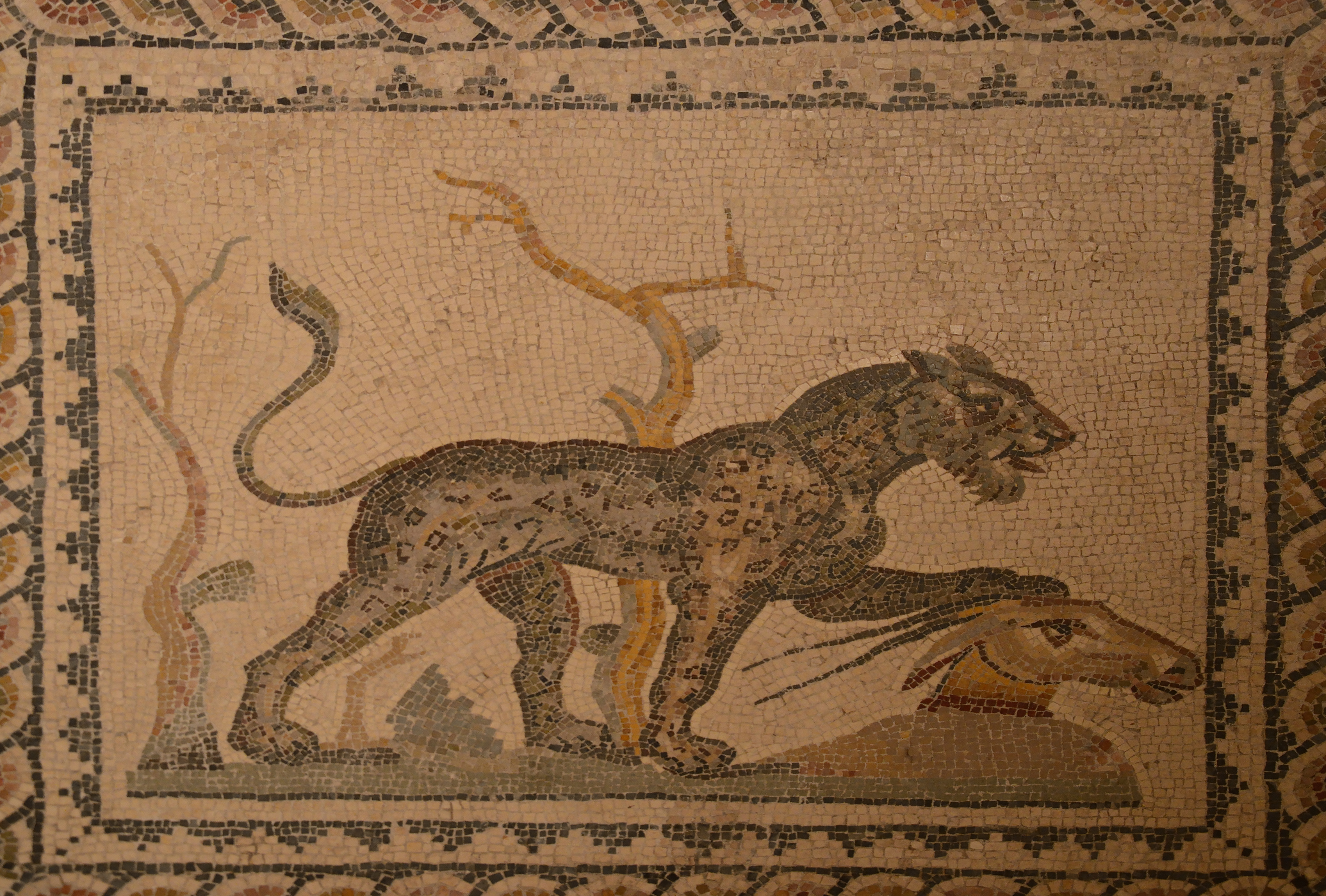
Mosaïque romaine de la panthère et de la chèvre.
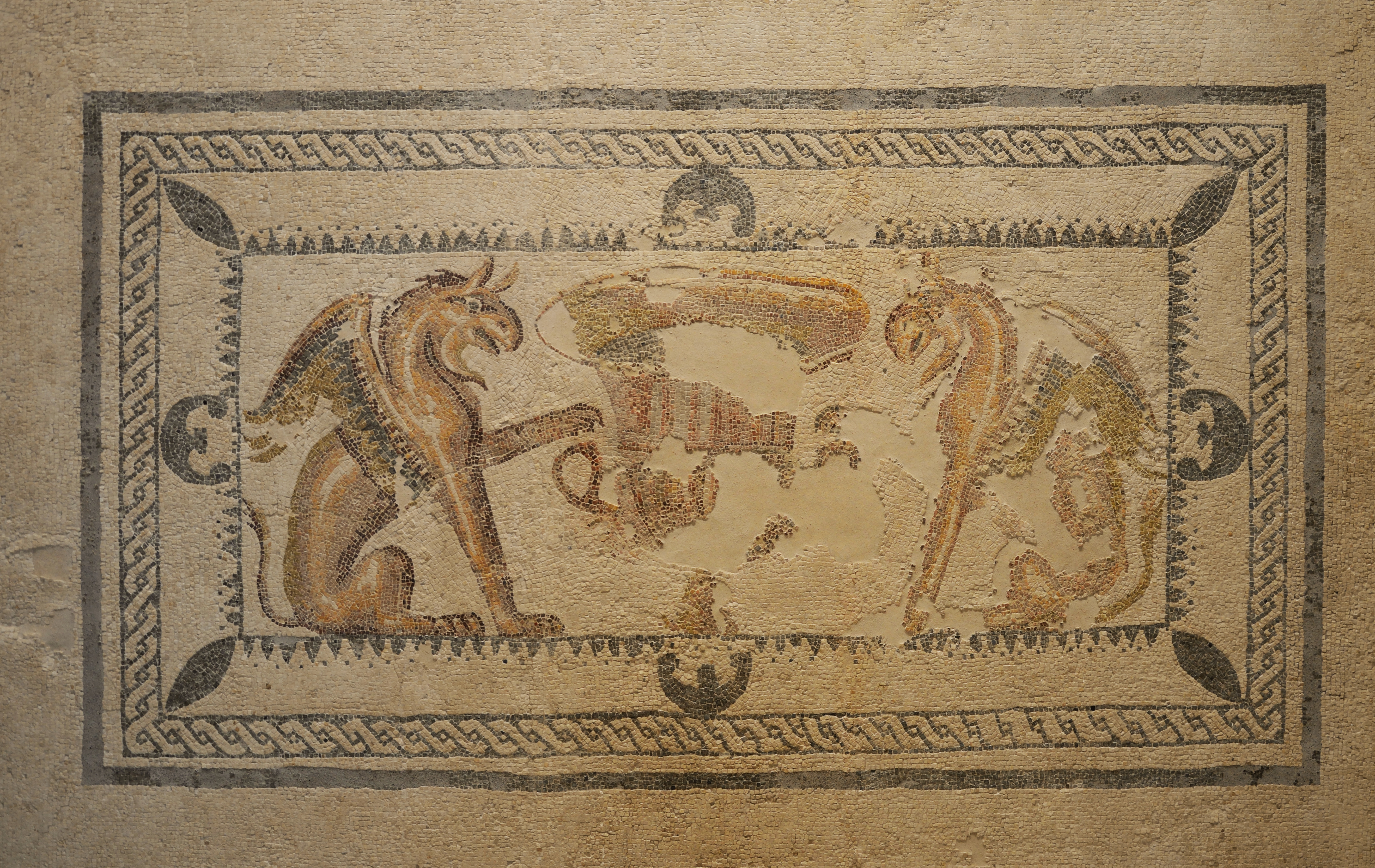
Mosaïque romaine des griffons.
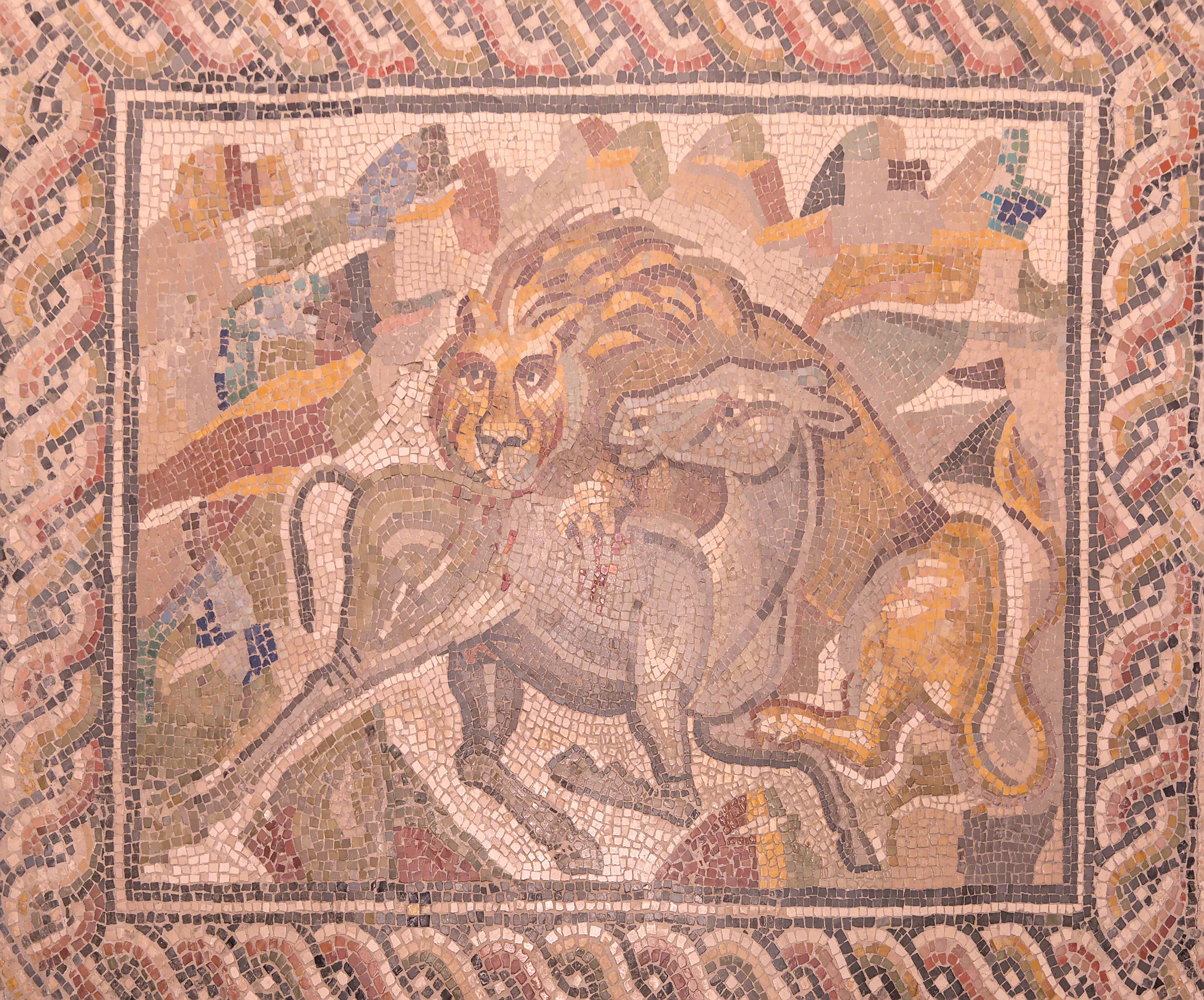
Mosaïque romaine : un lion attaquant un cheval.

#### Autres objets

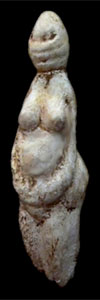
Vénus de Parabita, datée de, une Vénus paléolithique découverte dans les Pouilles.

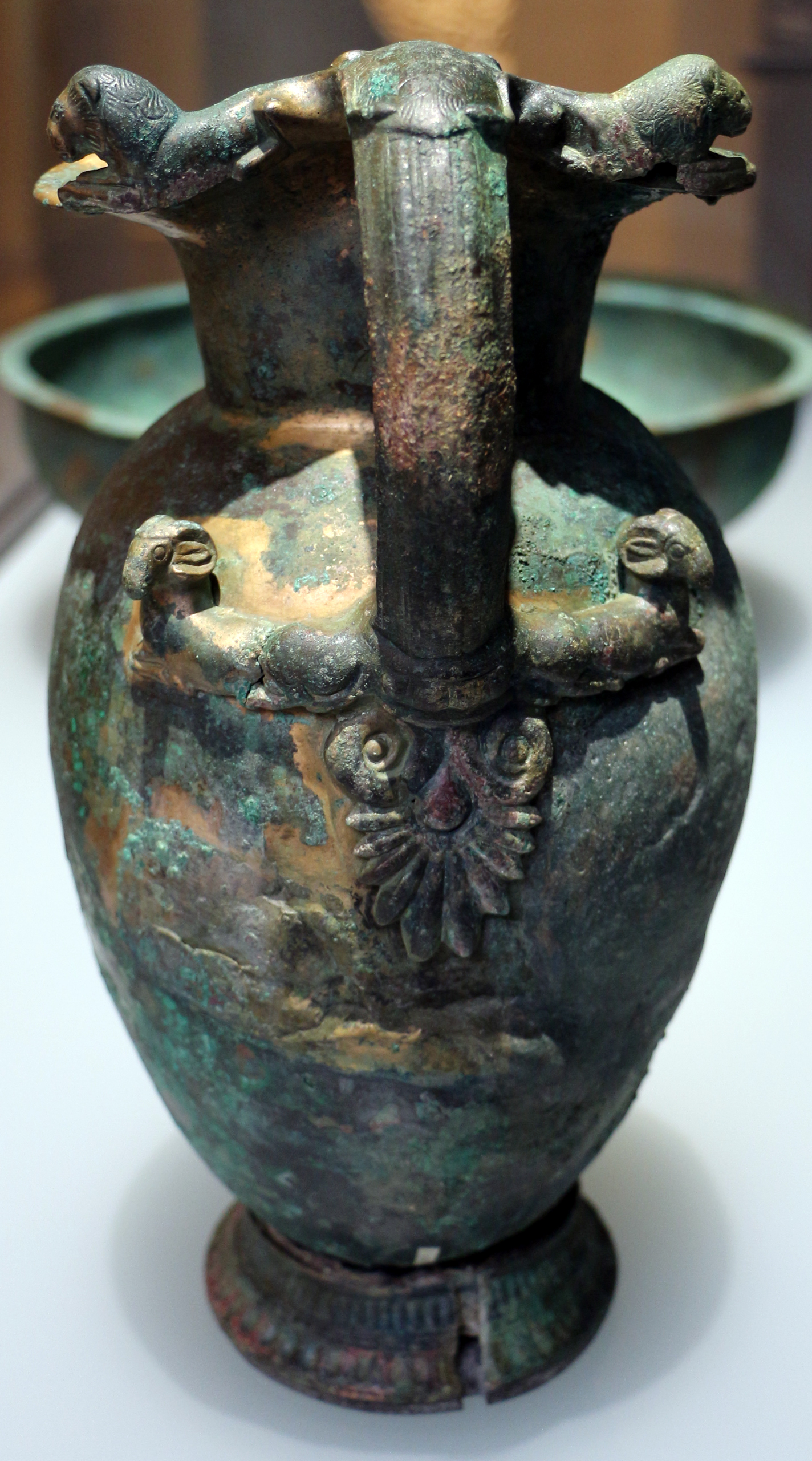
Oenochoé en bronze, v. 450-400 av. J.-C.
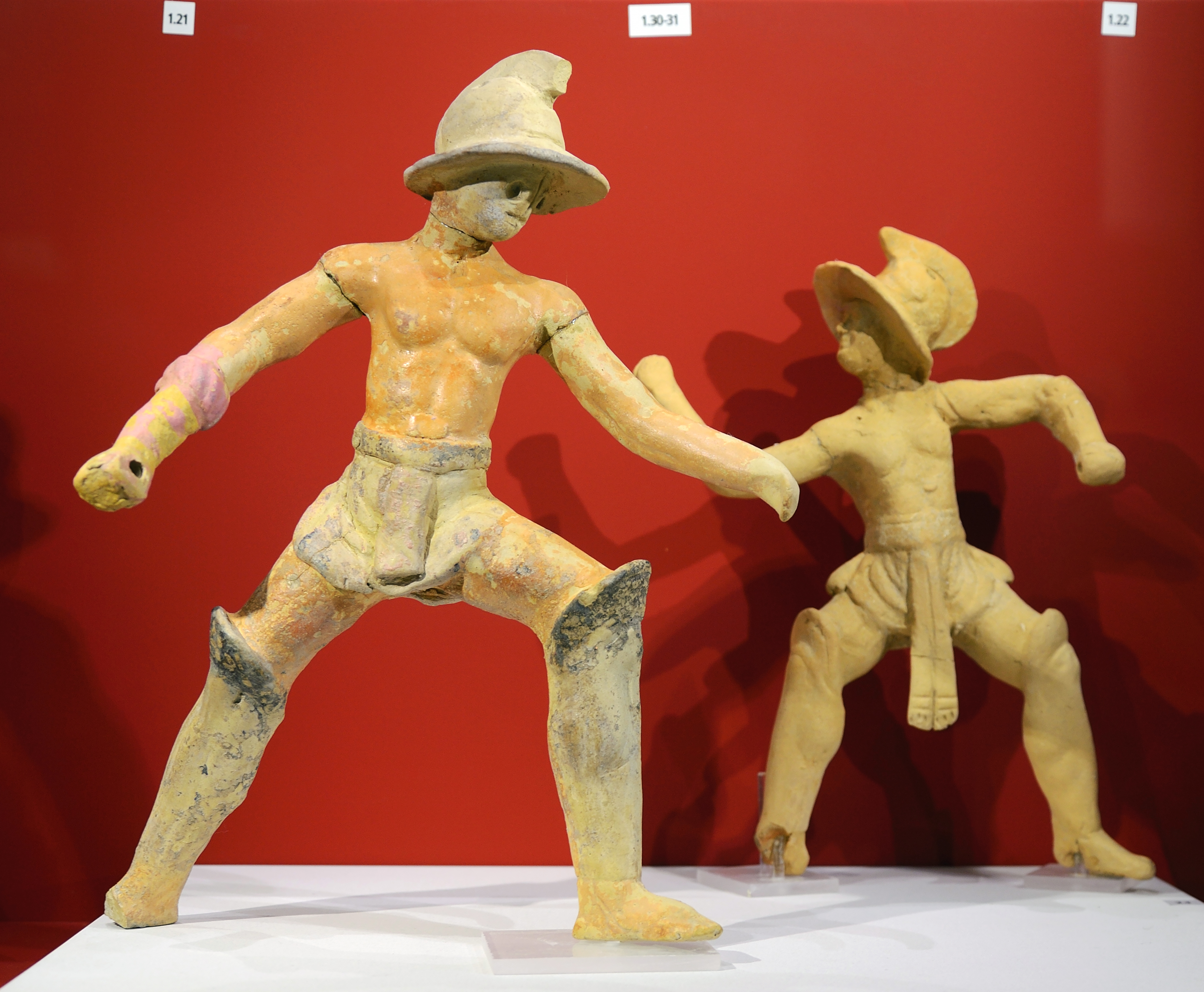
Figurines de gladiateurs en terre cuite.
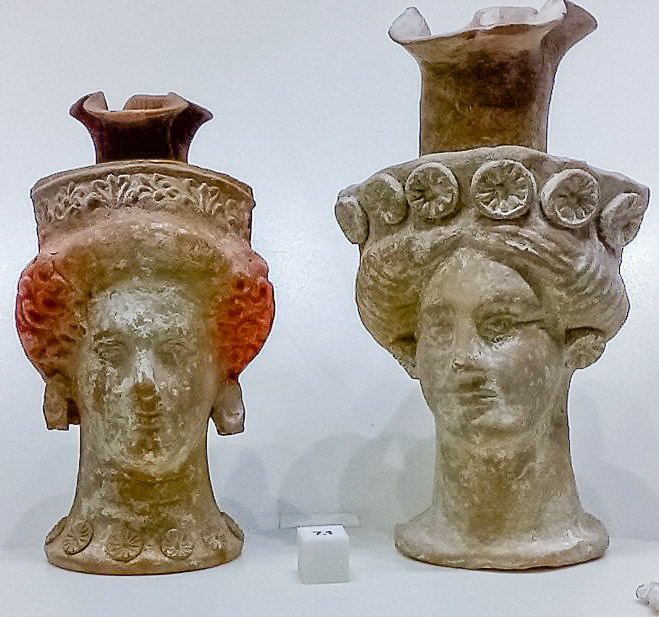
Œnochoés apuliennes en forme de têtes féminines.
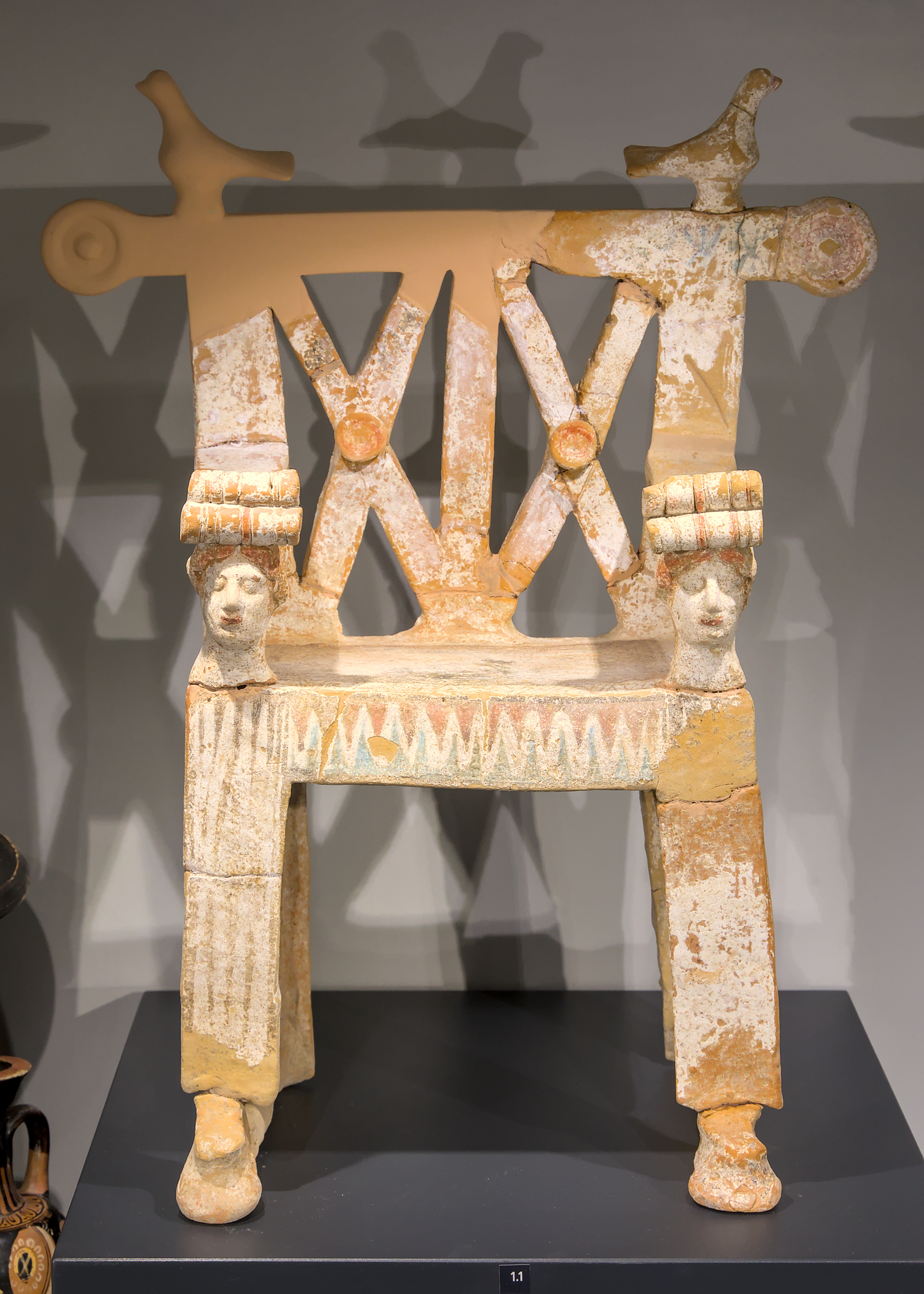
Siège en terre cuite polychrome, IVe siècle av. J.-C..